# Pandemia de COVID-19 en Costa de Marfil
El primer caso de la pandemia de COVID-19 en Costa de Marfil ocurrió el 11 de marzo de 2020. Es parte de la pandemia mundial de la enfermedad por coronavirus 2019 (COVID-19) causada por el síndrome respiratorio agudo severo coronavirus 2 (SARS-CoV-2).
Hasta el 20 de mayo de 2021 se habían registrado 47 777 casos confirmados, 46 217 recuperaciones y 298 muertes.
La tasa de letalidad (personas fallecidas respecto al número de casos confirmados) es del 0,64%.

## Antecedentes
El 12 de enero de 2020, la Organización Mundial de la Salud (OMS) confirmó que un nuevo coronavirus fue la causa de una enfermedad respiratoria en un grupo de personas en la ciudad de Wuhan, provincia de Hubei, China, que se informó a la OMS el 31 de diciembre de 2019.
La tasa de letalidad de COVID-19 ha sido mucho más baja que la del SARS de 2003, pero la transmisión ha sido significativamente mayor, con un número total de muertes significativo. Las simulaciones basadas en modelos para Costa de Marfil apuntan a un intervalo de confianza del 95% para el número de reproducción variable en el tiempo R t por debajo de 1,0 en julio y agosto de 2020, habiendo fluctuado anteriormente alrededor de 1.
El censo de Costa de Marfil, previsto para abril de 2020, puede retrasarse debido a la contención del gobierno y las restricciones a los viajes internos. Las tabletas de China se retrasaron más allá de la entrega esperada en enero.

## Cronología
| Casos de COVID-19 en Costa de Marfil Muertes Recuperaciones Casos activos 20202021marabrmayjunjulagosepoctnovdicenefebmarabrmayjunjulÚltimos 15 días                                       | Casos de COVID-19 en Costa de Marfil Muertes Recuperaciones Casos activos 20202021marabrmayjunjulagosepoctnovdicenefebmarabrmayjunjulÚltimos 15 días | Casos de COVID-19 en Costa de Marfil Muertes Recuperaciones Casos activos 20202021marabrmayjunjulagosepoctnovdicenefebmarabrmayjunjulÚltimos 15 días | Casos de COVID-19 en Costa de Marfil Muertes Recuperaciones Casos activos 20202021marabrmayjunjulagosepoctnovdicenefebmarabrmayjunjulÚltimos 15 días | Casos de COVID-19 en Costa de Marfil Muertes Recuperaciones Casos activos 20202021marabrmayjunjulagosepoctnovdicenefebmarabrmayjunjulÚltimos 15 días |
| --- | --- | --- | --- | --- |
| Fecha | Fecha | | N.º de casos | N.º de casos |
| 2020-03-11 | 2020-03-11 | | 1(—) | |
| 2020-03-12 | 2020-03-12 | | 2(+100%) | |
| 2020-03-13 | 2020-03-13 | | 2(=) | |
| 2020-03-14 | 2020-03-14 | | 4(+100%) | |
| 2020-03-15 | 2020-03-15 | | 4(=) | |
| 2020-03-16 | 2020-03-16 | | 6(+50%) | |
| 2020-03-17 | 2020-03-17 | | 6(=) | |
| 2020-03-18 | 2020-03-18 | | 9(+50%) | |
| 2020-03-19 | 2020-03-19 | | 9(=) | |
| 2020-03-20 | 2020-03-20 | | 14(+56%) | |
| 2020-03-21 | 2020-03-21 | | 14(=) | |
| 2020-03-22 | 2020-03-22 | | 25(+79%) | |
| 2020-03-23 | 2020-03-23 | | 25(=) | |
| 2020-03-24 | 2020-03-24 | | 73(+192%) | |
| 2020-03-25 | 2020-03-25 | | 80(+9,6%) | |
| 2020-03-26 | 2020-03-26 | | 96(+20%) | |
| 2020-03-27 | 2020-03-27 | | 101(+5,2%) | |
| 2020-03-28 | 2020-03-28 | | 140(+39%) | |
| 2020-03-29 | 2020-03-29 | | 165(+18%) | |
| 2020-03-30 | 2020-03-30 | | 168(+1,8%) | |
| 2020-03-31 | 2020-03-31 | | 179(+6,5%) | |
| 2020-04-01 | 2020-04-01 | | 190(+6,1%) | |
| 2020-04-02 | 2020-04-02 | | 194(+2,1%) | |
| 2020-04-03 | 2020-04-03 | | 218(+12%) | |
| 2020-04-04 | 2020-04-04 | | 245(+12%) | |
| 2020-04-05 | 2020-04-05 | | 261(+6,5%) | |
| 2020-04-06 | 2020-04-06 | | 323(+24%) | |
| 2020-04-07 | 2020-04-07 | | 349(+8%) | |
| 2020-04-08 | 2020-04-08 | | 384(+10%) | |
| 2020-04-09 | 2020-04-09 | | 444(+16%) | |
| 2020-04-10 | 2020-04-10 | | 480(+8,1%) | |
| 2020-04-11 | 2020-04-11 | | 533(+11%) | |
| 2020-04-12 | 2020-04-12 | | 574(+7,7%) | |
| 2020-04-13 | 2020-04-13 | | 626(+9,1%) | |
| 2020-04-14 | 2020-04-14 | | 638(+1,9%) | |
| 2020-04-15 | 2020-04-15 | | 654(+2,5%) | |
| 2020-04-16 | 2020-04-16 | | 688(+5,2%) | |
| 2020-04-17 | 2020-04-17 | | 742(+7,8%) | |
| 2020-04-18 | 2020-04-18 | | 801(+8%) | |
| 2020-04-19 | 2020-04-19 | | 847(+5,7%) | |
| 2020-04-20 | 2020-04-20 | | 879(+3,8%) | |
| 2020-04-21 | 2020-04-21 | | 916(+4,2%) | |
| 2020-04-22 | 2020-04-22 | | 952(+3,9%) | |
| 2020-04-23 | 2020-04-23 | | 1004(+5,5%) | |
| 2020-04-24 | 2020-04-24 | | 1077(+7,3%) | |
| 2020-04-25 | 2020-04-25 | | 1111(+3,2%) | |
| 2020-04-26 | 2020-04-26 | | 1150(+3,5%) | |
| 2020-04-27 | 2020-04-27 | | 1164(+1,2%) | |
| 2020-04-28 | 2020-04-28 | | 1183(+1,6%) | |
| 2020-04-29 | 2020-04-29 | | 1238(+4,6%) | |
| 2020-04-30 | 2020-04-30 | | 1275(+3%) | |
| 2020-05-01 | 2020-05-01 | | 1333(+4,5%) | |
| 2020-05-02 | 2020-05-02 | | 1362(+2,2%) | |
| 2020-05-03 | 2020-05-03 | | 1398(+2,6%) | |
| 2020-05-04 | 2020-05-04 | | 1432(+2,4%) | |
| 2020-05-05 | 2020-05-05 | | 1464(+2,2%) | |
| 2020-05-06 | 2020-05-06 | | 1516(+3,6%) | |
| 2020-05-07 | 2020-05-07 | | 1571(+3,6%) | |
| 2020-05-08 | 2020-05-08 | | 1602(+2%) | |
| 2020-05-09 | 2020-05-09 | | 1667(+4,1%) | |
| 2020-05-10 | 2020-05-10 | | 1700(+2%) | |
| 2020-05-11 | 2020-05-11 | | 1730(+1,8%) | |
| 2020-05-12 | 2020-05-12 | | 1857(+7,3%) | |
| 2020-05-13 | 2020-05-13 | | 1912(+3%) | |
| 2020-05-14 | 2020-05-14 | | 1971(+3,1%) | |
| 2020-05-15 | 2020-05-15 | | 2017(+2,3%) | |
| 2020-05-16 | 2020-05-16 | | 2061(+2,2%) | |
| 2020-05-17 | 2020-05-17 | | 2109(+2,3%) | |
| 2020-05-18 | 2020-05-18 | | 2119(+0,47%) | |
| 2020-05-19 | 2020-05-19 | | 2153(+1,6%) | |
| 2020-05-20 | 2020-05-20 | | 2231(+3,6%) | |
| 2020-05-21 | 2020-05-21 | | 2301(+3,1%) | |
| 2020-05-22 | 2020-05-22 | | 2341(+1,7%) | |
| 2020-05-23 | 2020-05-23 | | 2366(+1,1%) | |
| 2020-05-24 | 2020-05-24 | | 2376(+0,42%) | |
| 2020-05-25 | 2020-05-25 | | 2423(+2%) | |
| 2020-05-26 | 2020-05-26 | | 2477(+2,2%) | |
| 2020-05-27 | 2020-05-27 | | 2556(+3,2%) | |
| 2020-05-28 | 2020-05-28 | | 2641(+3,3%) | |
| 2020-05-29 | 2020-05-29 | | 2750(+4,1%) | |
| 2020-05-30 | 2020-05-30 | | 2799(+1,8%) | |
| 2020-05-31 | 2020-05-31 | | 2833(+1,2%) | |
| 2020-06-01 | 2020-06-01 | | 2951(+4,2%) | |
| 2020-06-02 | 2020-06-02 | | 3024(+2,5%) | |
| 2020-06-03 | 2020-06-03 | | 3110(+2,8%) | |
| 2020-06-04 | 2020-06-04 | | 3262(+4,9%) | |
| 2020-06-05 | 2020-06-05 | | 3431(+5,2%) | |
| 2020-06-06 | 2020-06-06 | | 3557(+3,7%) | |
| 2020-06-07 | 2020-06-07 | | 3739(+5,1%) | |
| 2020-06-08 | 2020-06-08 | | 3881(+3,8%) | |
| 2020-06-09 | 2020-06-09 | | 3995(+2,9%) | |
| 2020-06-10 | 2020-06-10 | | 4181(+4,7%) | |
| 2020-06-11 | 2020-06-11 | | 4404(+5,3%) | |
| 2020-06-12 | 2020-06-12 | | 4684(+6,4%) | |
| 2020-06-13 | 2020-06-13 | | 4848(+3,5%) | |
| 2020-06-14 | 2020-06-14 | | 5084(+4,9%) | |
| 2020-06-15 | 2020-06-15 | | 5439(+7%) | |
| 2020-06-16 | 2020-06-16 | | 5679(+4,4%) | |
| 2020-06-17 | 2020-06-17 | | 6063(+6,8%) | |
| 2020-06-18 | 2020-06-18 | | 6444(+6,3%) | |
| 2020-06-19 | 2020-06-19 | | 6874(+6,7%) | |
| 2020-06-20 | 2020-06-20 | | 7276(+5,8%) | |
| 2020-06-21 | 2020-06-21 | | 7492(+3%) | |
| 2020-06-22 | 2020-06-22 | | 7677(+2,5%) | |
| 2020-06-23 | 2020-06-23 | | 7904(+3%) | |
| 2020-06-24 | 2020-06-24 | | 8164(+3,3%) | |
| 2020-06-25 | 2020-06-25 | | 8334(+2,1%) | |
| 2020-06-26 | 2020-06-26 | | 8739(+4,9%) | |
| 2020-06-27 | 2020-06-27 | | 8944(+2,3%) | |
| 2020-06-28 | 2020-06-28 | | 9101(+1,8%) | |
| 2020-06-29 | 2020-06-29 | | 9214(+1,2%) | |
| 2020-06-30 | 2020-06-30 | | 9499(+3,1%) | |
| 2020-07-01 | 2020-07-01 | | 9702(+2,1%) | |
| 2020-07-02 | 2020-07-02 | | 9992(+3%) | |
| 2020-07-03 | 2020-07-03 | | 10 244(+2,5%) | |
| 2020-07-04 | 2020-07-04 | | 10 462(+2,1%) | |
| 2020-07-05 | 2020-07-05 | | 10 772(+3%) | |
| 2020-07-06 | 2020-07-06 | | 10 996(+2,1%) | |
| 2020-07-07 | 2020-07-07 | | 11 194(+1,8%) | |
| 2020-07-08 | 2020-07-08 | | 11 504(+2,8%) | |
| 2020-07-09 | 2020-07-09 | | 11 750(+2,1%) | |
| 2020-07-10 | 2020-07-10 | | 12 052(+2,6%) | |
| 2020-07-11 | 2020-07-11 | | 12 443(+3,2%) | |
| 2020-07-12 | 2020-07-12 | | 12 766(+2,6%) | |
| 2020-07-13 | 2020-07-13 | | 12 872(+0,83%) | |
| 2020-07-14 | 2020-07-14 | | 13 037(+1,3%) | |
| 2020-07-15 | 2020-07-15 | | 13 403(+2,8%) | |
| 2020-07-16 | 2020-07-16 | | 13 554(+1,1%) | |
| 2020-07-17 | 2020-07-17 | | 13 696(+1%) | |
| 2020-07-18 | 2020-07-18 | | 13 912(+1,6%) | |
| 2020-07-19 | 2020-07-19 | | 14 119(+1,5%) | |
| 2020-07-20 | 2020-07-20 | | 14 312(+1,4%) | |
| 2020-07-21 | 2020-07-21 | | 14 531(+1,5%) | |
| 2020-07-22 | 2020-07-22 | | 14 733(+1,4%) | |
| 2020-07-23 | 2020-07-23 | | 15 001(+1,8%) | |
| 2020-07-24 | 2020-07-24 | | 15 253(+1,7%) | |
| 2020-07-25 | 2020-07-25 | | 15 494(+1,6%) | |
| 2020-07-26 | 2020-07-26 | | 15 596(+0,66%) | |
| 2020-07-27 | 2020-07-27 | | 15 655(+0,38%) | |
| 2020-07-28 | 2020-07-28 | | 15 713(+0,37%) | |
| 2020-07-29 | 2020-07-29 | | 15 813(+0,64%) | |
| 2020-07-30 | 2020-07-30 | | 15 978(+1%) | |
| 2020-07-31 | 2020-07-31 | | 16 047(+0,43%) | |
| 2020-08-01 | 2020-08-01 | | 16 109(+0,39%) | |
| 2020-08-02 | 2020-08-02 | | 16 182(+0,45%) | |
| 2020-08-03 | 2020-08-03 | | 16 220(+0,23%) | |
| 2020-08-04 | 2020-08-04 | | 16 293(+0,45%) | |
| 2020-08-05 | 2020-08-05 | | 16 349(+0,34%) | |
| 2020-08-06 | 2020-08-06 | | 16 447(+0,6%) | |
| 2020-08-07 | 2020-08-07 | | 16 524(+0,47%) | |
| 2020-08-08 | 2020-08-08 | | 16 620(+0,58%) | |
| 2020-08-09 | 2020-08-09 | | 16 715(+0,57%) | |
| 2020-08-10 | 2020-08-10 | | 16 798(+0,5%) | |
| 2020-08-11 | 2020-08-11 | | 16 847(+0,29%) | |
| 2020-08-12 | 2020-08-12 | | 16 863(+0,09%) | |
| 2020-08-13 | 2020-08-13 | | 16 889(+0,15%) | |
| 2020-08-14 | 2020-08-14 | | 16 935(+0,27%) | |
| 2020-08-15 | 2020-08-15 | | 16 993(+0,34%) | |
| 2020-08-16 | 2020-08-16 | | 17 026(+0,19%) | |
| 2020-08-17 | 2020-08-17 | | 17 107(+0,48%) | |
| 2020-08-18 | 2020-08-18 | | 17 150(+0,25%) | |
| 2020-08-19 | 2020-08-19 | | 17 232(+0,48%) | |
| 2020-08-20 | 2020-08-20 | | 17 249(+0,1%) | |
| 2020-08-21 | 2020-08-21 | | 17 310(+0,35%) | |
| 2020-08-22 | 2020-08-22 | | 17 374(+0,37%) | |
| 2020-08-23 | 2020-08-23 | | 17 471(+0,56%) | |
| 2020-08-24 | 2020-08-24 | | 17 506(+0,2%) | |
| 2020-08-25 | 2020-08-25 | | 17 562(+0,32%) | |
| 2020-08-26 | 2020-08-26 | | 17 603(+0,23%) | |
| 2020-08-27 | 2020-08-27 | | 17 702(+0,56%) | |
| 2020-08-28 | 2020-08-28 | | 17 797(+0,54%) | |
| 2020-08-29 | 2020-08-29 | | 17 893(+0,54%) | |
| 2020-08-30 | 2020-08-30 | | 17 948(+0,31%) | |
| 2020-08-31 | 2020-08-31 | | 18 067(+0,66%) | |
| 2020-09-01 | 2020-09-01 | | 18 103(+0,2%) | |
| 2020-09-02 | 2020-09-02 | | 18 161(+0,32%) | |
| 2020-09-03 | 2020-09-03 | | 18 208(+0,26%) | |
| 2020-09-04 | 2020-09-04 | | 18 269(+0,34%) | |
| 2020-09-05 | 2020-09-05 | | 18 472(+1,1%) | |
| 2020-09-06 | 2020-09-06 | | 18 588(+0,63%) | |
| 2020-09-07 | 2020-09-07 | | 18 701(+0,61%) | |
| 2020-09-08 | 2020-09-08 | | 18 778(+0,41%) | |
| 2020-09-09 | 2020-09-09 | | 18 815(+0,2%) | |
| 2020-09-10 | 2020-09-10 | | 18 869(+0,29%) | |
| 2020-09-11 | 2020-09-11 | | 18 916(+0,25%) | |
| 2020-09-12 | 2020-09-12 | | 18 987(+0,38%) | |
| 2020-09-13 | 2020-09-13 | | 19 013(+0,14%) | |
| 2020-09-14 | 2020-09-14 | | 19 066(+0,28%) | |
| 2020-09-15 | 2020-09-15 | | 19 100(+0,18%) | |
| 2020-09-16 | 2020-09-16 | | 19 132(+0,17%) | |
| 2020-09-17 | 2020-09-17 | | 19 158(+0,14%) | |
| 2020-09-18 | 2020-09-18 | | 19 200(+0,22%) | |
| 2020-09-19 | 2020-09-19 | | 19 269(+0,36%) | |
| 2020-09-20 | 2020-09-20 | | 19 320(+0,26%) | |
| 2020-09-21 | 2020-09-21 | | 19 327(+0,04%) | |
| 2020-09-22 | 2020-09-22 | | 19 343(+0,08%) | |
| 2020-09-23 | 2020-09-23 | | 19 430(+0,45%) | |
| 2020-09-24 | 2020-09-24 | | 19 501(+0,37%) | |
| 2020-09-25 | 2020-09-25 | | 19 556(+0,28%) | |
| 2020-09-26 | 2020-09-26 | | 19 600(+0,22%) | |
| 2020-09-27 | 2020-09-27 | | 19 629(+0,15%) | |
| 2020-09-28 | 2020-09-28 | | 19 641(+0,06%) | |
| 2020-09-29 | 2020-09-29 | | 19 669(+0,14%) | |
| 2020-09-30 | 2020-09-30 | | 19 724(+0,28%) | |
| 2020-10-01 | 2020-10-01 | | 19 755(+0,16%) | |
| 2020-10-02 | 2020-10-02 | | 19 793(+0,19%) | |
| 2020-10-03 | 2020-10-03 | | 19 849(+0,28%) | |
| 2020-10-04 | 2020-10-04 | | 19 882(+0,17%) | |
| 2020-10-05 | 2020-10-05 | | 19 885(+0,02%) | |
| 2020-10-06 | 2020-10-06 | | 19 903(+0,09%) | |
| 2020-10-07 | 2020-10-07 | | 19 935(+0,16%) | |
| 2020-10-08 | 2020-10-08 | | 19 982(+0,24%) | |
| 2020-10-09 | 2020-10-09 | | 20 036(+0,27%) | |
| 2020-10-10 | 2020-10-10 | | 20 128(+0,46%) | |
| 2020-10-11 | 2020-10-11 | | 20 154(+0,13%) | |
| 2020-10-12 | 2020-10-12 | | 20 155(=) | |
| 2020-10-13 | 2020-10-13 | | 20 183(+0,14%) | |
| 2020-10-14 | 2020-10-14 | | 20 217(+0,17%) | |
| 2020-10-15 | 2020-10-15 | | 20 257(+0,2%) | |
| 2020-10-16 | 2020-10-16 | | 20 275(+0,09%) | |
| 2020-10-17 | 2020-10-17 | | 20 301(+0,13%) | |
| 2020-10-18 | 2020-10-18 | | 20 323(+0,11%) | |
| 2020-10-19 | 2020-10-19 | | 20 324(=) | |
| 2020-10-20 | 2020-10-20 | | 20 342(+0,09%) | |
| 2020-10-21 | 2020-10-21 | | 20 363(+0,1%) | |
| 2020-10-22 | 2020-10-22 | | 20 390(+0,13%) | |
| 2020-10-23 | 2020-10-23 | | 20 405(+0,07%) | |
| 2020-10-24 | 2020-10-24 | | 20 429(+0,12%) | |
| 2020-10-25 | 2020-10-25 | | 20 470(+0,2%) | |
| 2020-10-26 | 2020-10-26 | | 20 486(+0,08%) | |
| 2020-10-27 | 2020-10-27 | | 20 488(+0,01%) | |
| 2020-10-28 | 2020-10-28 | | 20 555(+0,33%) | |
| 2020-10-29 | 2020-10-29 | | 20 628(+0,36%) | |
| 2020-10-30 | 2020-10-30 | | 20 692(+0,31%) | |
| 2020-10-31 | 2020-10-31 | | 20 716(+0,12%) | |
| 2020-11-01 | 2020-11-01 | | 20 716(=) | |
| 2020-11-02 | 2020-11-02 | | 20 753(+0,18%) | |
| 2020-11-03 | 2020-11-03 | | 20 765(+0,06%) | |
| 2020-11-04 | 2020-11-04 | | 20 778(+0,06%) | |
| 2020-11-05 | 2020-11-05 | | 20 789(+0,05%) | |
| 2020-11-06 | 2020-11-06 | | 20 801(+0,06%) | |
| 2020-11-07 | 2020-11-07 | | 20 813(+0,06%) | |
| 2020-11-08 | 2020-11-08 | | 20 832(+0,09%) | |
| 2020-11-09 | 2020-11-09 | | 20 835(+0,01%) | |
| 2020-11-10 | 2020-11-10 | | 20 847(+0,06%) | |
| 2020-11-11 | 2020-11-11 | | 20 855(+0,04%) | |
| 2020-11-12 | 2020-11-12 | | 20 882(+0,13%) | |
| 2020-11-13 | 2020-11-13 | | 20 899(+0,08%) | |
| 2020-11-14 | 2020-11-14 | | 20 945(+0,22%) | |
| 2020-11-15 | 2020-11-15 | | 20 976(+0,15%) | |
| 2020-11-16 | 2020-11-16 | | 20 988(+0,06%) | |
| 2020-11-17 | 2020-11-17 | | 21 004(+0,08%) | |
| 2020-11-18 | 2020-11-18 | | 21 045(+0,2%) | |
| 2020-11-19 | 2020-11-19 | | 21 083(+0,18%) | |
| 2020-11-20 | 2020-11-20 | | 21 099(+0,08%) | |
| 2020-11-21 | 2020-11-21 | | 21 126(+0,13%) | |
| 2020-11-22 | 2020-11-22 | | 21 138(+0,06%) | |
| 2020-11-23 | 2020-11-23 | | 21 148(+0,05%) | |
| 2020-11-24 | 2020-11-24 | | 21 156(+0,04%) | |
| 2020-11-25 | 2020-11-25 | | 21 168(+0,06%) | |
| 2020-11-26 | 2020-11-26 | | 21 199(+0,15%) | |
| 2020-11-27 | 2020-11-27 | | 21 232(+0,16%) | |
| 2020-11-28 | 2020-11-28 | | 21 261(+0,14%) | |
| 2020-11-29 | 2020-11-29 | | 21 310(+0,23%) | |
| 2020-11-30 | 2020-11-30 | | 21 331(+0,1%) | |
| 2020-12-01 | 2020-12-01 | | 21 334(+0,01%) | |
| 2020-12-02 | 2020-12-02 | | 21 361(+0,13%) | |
| 2020-12-03 | 2020-12-03 | | 21 389(+0,13%) | |
| 2020-12-04 | 2020-12-04 | | 21 412(+0,11%) | |
| 2020-12-05 | 2020-12-05 | | 21 441(+0,14%) | |
| 2020-12-06 | 2020-12-06 | | 21 485(+0,21%) | |
| 2020-12-07 | 2020-12-07 | | 21 507(+0,1%) | |
| 2020-12-08 | 2020-12-08 | | 21 513(+0,03%) | |
| 2020-12-09 | 2020-12-09 | | 21 547(+0,16%) | |
| 2020-12-10 | 2020-12-10 | | 21 590(+0,2%) | |
| 2020-12-11 | 2020-12-11 | | 21 618(+0,13%) | |
| 2020-12-12 | 2020-12-12 | | 21 639(+0,1%) | |
| 2020-12-13 | 2020-12-13 | | 21 680(+0,19%) | |
| 2020-12-14 | 2020-12-14 | | 21 705(+0,12%) | |
| 2020-12-15 | 2020-12-15 | | 21 717(+0,06%) | |
| 2020-12-16 | 2020-12-16 | | 21 741(+0,11%) | |
| 2020-12-17 | 2020-12-17 | | 21 772(+0,14%) | |
| 2020-12-18 | 2020-12-18 | | 21 845(+0,34%) | |
| 2020-12-19 | 2020-12-19 | | 21 890(+0,21%) | |
| 2020-12-20 | 2020-12-20 | | 21 918(+0,13%) | |
| 2020-12-21 | 2020-12-21 | | 21 932(+0,06%) | |
| 2020-12-22 | 2020-12-22 | | 21 942(+0,05%) | |
| 2020-12-23 | 2020-12-23 | | 21 984(+0,19%) | |
| 2020-12-24 | 2020-12-24 | | 22 071(+0,4%) | |
| 2020-12-25 | 2020-12-25 | | 22 081(+0,05%) | |
| 2020-12-26 | 2020-12-26 | | 22 081(=) | |
| 2020-12-27 | 2020-12-27 | | 22 152(+0,32%) | |
| 2020-12-28 | 2020-12-28 | | 22 176(+0,11%) | |
| 2020-12-29 | 2020-12-29 | | 22 250(+0,33%) | |
| 2020-12-30 | 2020-12-30 | | 22 366(+0,52%) | |
| 2020-12-31 | 2020-12-31 | | 22 490(+0,55%) | |
| 2021-01-01 | 2021-01-01 | | 22 563(+0,32%) | |
| 2021-01-02 | 2021-01-02 | | 22 563(=) | |
| 2021-01-03 | 2021-01-03 | | 22 648(+0,38%) | |
| 2021-01-04 | 2021-01-04 | | 22 800(+0,67%) | |
| 2021-01-05 | 2021-01-05 | | 22 855(+0,24%) | |
| 2021-01-06 | 2021-01-06 | | 22 963(+0,47%) | |
| 2021-01-07 | 2021-01-07 | | 23 173(+0,91%) | |
| 2021-01-08 | 2021-01-08 | | 23 254(+0,35%) | |
| 2021-01-09 | 2021-01-09 | | 23 482(+0,98%) | |
| 2021-01-10 | 2021-01-10 | | 23 750(+1,1%) | |
| 2021-01-11 | 2021-01-11 | | 23 894(+0,61%) | |
| 2021-01-12 | 2021-01-12 | | 24 186(+1,2%) | |
| 2021-01-13 | 2021-01-13 | | 24 369(+0,76%) | |
| 2021-01-14 | 2021-01-14 | | 24 578(+0,86%) | |
| 2021-01-15 | 2021-01-15 | | 24 856(+1,1%) | |
| 2021-01-16 | 2021-01-16 | | 25 028(+0,69%) | |
| 2021-01-17 | 2021-01-17 | | 25 241(+0,85%) | |
| 2021-01-18 | 2021-01-18 | | 25 304(+0,25%) | |
| 2021-01-19 | 2021-01-19 | | 25 383(+0,31%) | |
| 2021-01-20 | 2021-01-20 | | 25 597(+0,84%) | |
| 2021-01-21 | 2021-01-21 | | 25 751(+0,6%) | |
| 2021-01-22 | 2021-01-22 | | 26 315(+2,2%) | |
| 2021-01-23 | 2021-01-23 | | 26 612(+1,1%) | |
| 2021-01-24 | 2021-01-24 | | 26 850(+0,89%) | |
| 2021-01-25 | 2021-01-25 | | 27 096(+0,92%) | |
| 2021-01-26 | 2021-01-26 | | 27 237(+0,52%) | |
| 2021-01-27 | 2021-01-27 | | 27 455(+0,8%) | |
| 2021-01-28 | 2021-01-28 | | 27 694(+0,87%) | |
| 2021-01-29 | 2021-01-29 | | 27 934(+0,87%) | |
| 2021-01-30 | 2021-01-30 | | 28 178(+0,87%) | |
| 2021-01-31 | 2021-01-31 | | 28 399(+0,78%) | |
| 2021-02-01 | 2021-02-01 | | 28 475(+0,27%) | |
| 2021-02-02 | 2021-02-02 | | 28 607(+0,46%) | |
| 2021-02-03 | 2021-02-03 | | 28 739(+0,46%) | |
| 2021-02-04 | 2021-02-04 | | 29 102(+1,3%) | |
| 2021-02-05 | 2021-02-05 | | 29 295(+0,66%) | |
| 2021-02-06 | 2021-02-06 | | 29 567(+0,93%) | |
| 2021-02-07 | 2021-02-07 | | 29 825(+0,87%) | |
| 2021-02-08 | 2021-02-08 | | 29 967(+0,48%) | |
| 2021-02-09 | 2021-02-09 | | 30 074(+0,36%) | |
| 2021-02-10 | 2021-02-10 | | 30 240(+0,55%) | |
| 2021-02-11 | 2021-02-11 | | 30 526(+0,95%) | |
| 2021-02-12 | 2021-02-12 | | 30 717(+0,63%) | |
| 2021-02-13 | 2021-02-13 | | 30 884(+0,54%) | |
| 2021-02-14 | 2021-02-14 | | 31 140(+0,83%) | |
| 2021-02-15 | 2021-02-15 | | 31 235(+0,31%) | |
| 2021-02-16 | 2021-02-16 | | 31 365(+0,42%) | |
| 2021-02-17 | 2021-02-17 | | 31 497(+0,42%) | |
| 2021-02-18 | 2021-02-18 | | 31 612(+0,37%) | |
| 2021-02-19 | 2021-02-19 | | 31 825(+0,67%) | |
| 2021-02-20 | 2021-02-20 | | 31 914(+0,28%) | |
| 2021-02-21 | 2021-02-21 | | 32 026(+0,35%) | |
| 2021-02-22 | 2021-02-22 | | 32 039(+0,04%) | |
| 2021-02-23 | 2021-02-23 | | 32 124(+0,27%) | |
| 2021-02-24 | 2021-02-24 | | 32 295(+0,53%) | |
| 2021-02-25 | 2021-02-25 | | 32 347(+0,16%) | |
| 2021-02-26 | 2021-02-26 | | 32 478(+0,4%) | |
| 2021-02-27 | 2021-02-27 | | 32 631(+0,47%) | |
| 2021-02-28 | 2021-02-28 | | 32 754(+0,38%) | |
| 2021-03-01 | 2021-03-01 | | 32 791(+0,11%) | |
| 2021-03-02 | 2021-03-02 | | 32 929(+0,42%) | |
| 2021-03-03 | 2021-03-03 | | 33 285(+1,1%) | |
| 2021-03-04 | 2021-03-04 | | 33 976(+2,1%) | |
| 2021-03-05 | 2021-03-05 | | 34 412(+1,3%) | |
| 2021-03-06 | 2021-03-06 | | 34 935(+1,5%) | |
| 2021-03-07 | 2021-03-07 | | 35 187(+0,72%) | |
| 2021-03-08 | 2021-03-08 | | 35 331(+0,41%) | |
| 2021-03-09 | 2021-03-09 | | 35 477(+0,41%) | |
| 2021-03-10 | 2021-03-10 | | 36 028(+1,6%) | |
| 2021-03-11 | 2021-03-11 | | 36 511(+1,3%) | |
| 2021-03-12 | 2021-03-12 | | 36 824(+0,86%) | |
| 2021-03-13 | 2021-03-13 | | 37 304(+1,3%) | |
| 2021-03-14 | 2021-03-14 | | 37 653(+0,94%) | |
| 2021-03-15 | 2021-03-15 | | 37 908(+0,68%) | |
| 2021-03-16 | 2021-03-16 | | 38 120(+0,56%) | |
| 2021-03-17 | 2021-03-17 | | 38 282(+0,42%) | |
| 2021-03-18 | 2021-03-18 | | 38 923(+1,7%) | |
| 2021-03-19 | 2021-03-19 | | 39 434(+1,3%) | |
| 2021-03-20 | 2021-03-20 | | 39 913(+1,2%) | |
| 2021-03-21 | 2021-03-21 | | 40 310(+0,99%) | |
| 2021-03-22 | 2021-03-22 | | 40 601(+0,72%) | |
| 2021-03-23 | 2021-03-23 | | 40 868(+0,66%) | |
| 2021-03-24 | 2021-03-24 | | 41 307(+1,1%) | |
| 2021-03-25 | 2021-03-25 | | 42 074(+1,9%) | |
| 2021-03-26 | 2021-03-26 | | 42 468(+0,94%) | |
| 2021-03-27 | 2021-03-27 | | 42 861(+0,93%) | |
| 2021-03-28 | 2021-03-28 | | 43 180(+0,74%) | |
| 2021-03-29 | 2021-03-29 | | 43 422(+0,56%) | |
| 2021-03-30 | 2021-03-30 | | 43 542(+0,28%) | |
| 2021-03-31 | 2021-03-31 | | 43 889(+0,8%) | |
| 2021-04-01 | 2021-04-01 | | 44 326(+1%) | |
| 2021-04-02 | 2021-04-02 | | 44 445(+0,27%) | |
| 2021-04-03 | 2021-04-03 | | 44 618(+0,39%) | |
| 2021-04-04 | 2021-04-04 | | 44 749(+0,29%) | |
| 2021-04-05 | 2021-04-05 | | 44 841(+0,21%) | |
| 2021-04-06 | 2021-04-06 | | 44 854(+0,03%) | |
| 2021-04-07 | 2021-04-07 | | 44 880(+0,06%) | |
| 2021-04-08 | 2021-04-08 | | 44 975(+0,21%) | |
| 2021-04-09 | 2021-04-09 | | 45 089(+0,25%) | |
| 2021-04-10 | 2021-04-10 | | 45 089(=) | |
| 2021-04-11 | 2021-04-11 | | 45 206(+0,26%) | |
| 2021-04-12 | 2021-04-12 | | 45 227(+0,05%) | |
| 2021-04-13 | 2021-04-13 | | 45 265(+0,08%) | |
| 2021-04-14 | 2021-04-14 | | 45 388(+0,27%) | |
| 2021-04-15 | 2021-04-15 | | 45 444(+0,12%) | |
| 2021-04-16 | 2021-04-16 | | 45 474(+0,07%) | |
| 2021-04-17 | 2021-04-17 | | 45 519(+0,1%) | |
| 2021-04-18 | 2021-04-18 | | 45 560(+0,09%) | |
| 2021-04-19 | 2021-04-19 | | 45 570(+0,02%) | |
| 2021-04-20 | 2021-04-20 | | 45 614(+0,1%) | |
| 2021-04-21 | 2021-04-21 | | 45 697(+0,18%) | |
| 2021-04-22 | 2021-04-22 | | 45 715(+0,04%) | |
| 2021-04-23 | 2021-04-23 | | 45 765(+0,11%) | |
| 2021-04-24 | 2021-04-24 | | 45 820(+0,12%) | |
| 2021-04-25 | 2021-04-25 | | 45 852(+0,07%) | |
| 2021-04-26 | 2021-04-26 | | 45 863(+0,02%) | |
| 2021-04-27 | 2021-04-27 | | 45 885(+0,05%) | |
| 2021-04-28 | 2021-04-28 | | 45 943(+0,13%) | |
| 2021-04-29 | 2021-04-29 | | 45 998(+0,12%) | |
| 2021-04-30 | 2021-04-30 | | 46 036(+0,08%) | |
| 2021-05-01 | 2021-05-01 | | 46 114(+0,17%) | |
| 2021-05-02 | 2021-05-02 | | 46 150(+0,08%) | |
| 2021-05-03 | 2021-05-03 | | 46 154(+0,01%) | |
| 2021-05-04 | 2021-05-04 | | 46 173(+0,04%) | |
| 2021-05-05 | 2021-05-05 | | 46 231(+0,13%) | |
| 2021-05-06 | 2021-05-06 | | 46 315(+0,18%) | |
| 2021-05-07 | 2021-05-07 | | 46 344(+0,06%) | |
| 2021-05-08 | 2021-05-08 | | 46 385(+0,09%) | |
| 2021-05-09 | 2021-05-09 | | 46 442(+0,12%) | |
| 2021-05-10 | 2021-05-10 | | 46 443(=) | |
| 2021-05-11 | 2021-05-11 | | 46 484(+0,09%) | |
| 2021-05-12 | 2021-05-12 | | 46 516(+0,07%) | |
| 2021-05-13 | 2021-05-13 | | 46 520(+0,01%) | |
| 2021-05-14 | 2021-05-14 | | 46 535(+0,03%) | |
| 2021-05-15 | 2021-05-15 | | 46 535(=) | |
| 2021-05-16 | 2021-05-16 | | 46 656(+0,26%) | |
| 2021-05-17 | 2021-05-17 | | 46 661(+0,01%) | |
| 2021-05-18 | 2021-05-18 | | 46 708(+0,1%) | |
| 2021-05-19 | 2021-05-19 | | 46 777(+0,15%) | |
| 2021-05-20 | 2021-05-20 | | 46 834(+0,12%) | |
| 2021-05-21 | 2021-05-21 | | 46 874(+0,09%) | |
| 2021-05-22 | 2021-05-22 | | 46 942(+0,15%) | |
| 2021-05-23 | 2021-05-23 | | 47 006(+0,14%) | |
| 2021-05-24 | 2021-05-24 | | 47 033(+0,06%) | |
| 2021-05-25 | 2021-05-25 | | 47 036(+0,01%) | |
| 2021-05-26 | 2021-05-26 | | 47 085(+0,1%) | |
| 2021-05-27 | 2021-05-27 | | 47 146(+0,13%) | |
| 2021-05-28 | 2021-05-28 | | 47 195(+0,1%) | |
| 2021-05-29 | 2021-05-29 | | 47 233(+0,08%) | |
| 2021-05-30 | 2021-05-30 | | 47 282(+0,1%) | |
| 2021-05-31 | 2021-05-31 | | 47 292(+0,02%) | |
| 2021-06-01 | 2021-06-01 | | 47 319(+0,06%) | |
| 2021-06-02 | 2021-06-02 | | 47 356(+0,08%) | |
| 2021-06-03 | 2021-06-03 | | 47 389(+0,07%) | |
| 2021-06-04 | 2021-06-04 | | 47 435(+0,1%) | |
| 2021-06-05 | 2021-06-05 | | 47 476(+0,09%) | |
| 2021-06-06 | 2021-06-06 | | 47 490(+0,03%) | |
| 2021-06-07 | 2021-06-07 | | 47 493(+0,01%) | |
| 2021-06-08 | 2021-06-08 | | 47 511(+0,04%) | |
| 2021-06-09 | 2021-06-09 | | 47 547(+0,08%) | |
| 2021-06-10 | 2021-06-10 | | 47 605(+0,12%) | |
| 2021-06-11 | 2021-06-11 | | 47 638(+0,07%) | |
| 2021-06-12 | 2021-06-12 | | 47 662(+0,05%) | |
| 2021-06-13 | 2021-06-13 | | 47 702(+0,08%) | |
| 2021-06-14 | 2021-06-14 | | 47 760(+0,12%) | |
| 2021-06-15 | 2021-06-15 | | 47 909(+0,31%) | |
| 2021-06-16 | 2021-06-16 | | 47 933(+0,05%) | |
| 2021-06-17 | 2021-06-17 | | 47 973(+0,08%) | |
| 2021-06-18 | 2021-06-18 | | 48 007(+0,07%) | |
| 2021-06-19 | 2021-06-19 | | 48 031(+0,05%) | |
| 2021-06-20 | 2021-06-20 | | 48 044(+0,03%) | |
| 2021-06-21 | 2021-06-21 | | 48 047(+0,01%) | |
| 2021-06-22 | 2021-06-22 | | 48 058(+0,02%) | |
| 2021-06-23 | 2021-06-23 | | 48 082(+0,05%) | |
| 2021-06-24 | 2021-06-24 | | 48 117(+0,07%) | |
| 2021-06-25 | 2021-06-25 | | 48 137(+0,04%) | |
| 2021-06-26 | 2021-06-26 | | 48 176(+0,08%) | |
| 2021-06-27 | 2021-06-27 | | 48 192(+0,03%) | |
| 2021-06-28 | 2021-06-28 | | 48 203(+0,02%) | |
| 2021-06-29 | 2021-06-29 | | 48 242(+0,08%) | |
| 2021-06-30 | 2021-06-30 | | 48 305(+0,13%) | |
| 2021-07-01 | 2021-07-01 | | 48 378(+0,15%) | |
| 2021-07-02 | 2021-07-02 | | 48 378(=) | |
| Fuentes: varias fuentes de noticias y sitios web del departamento de salud estatal. Consulte la tabla de la línea de tiempo y la narrativa de la línea de tiempo para conocer las fuentes. | | | | |

### Marzo de 2020
- El 11 de marzo, Costa de Marfil registró su primer caso de COVID-19 con un marfileño que regresaba de Italia.[10] El paciente estaba siendo tratado en el Hospital Universitario Treichville en Abiyán y se recuperó cinco días después. Varias personas que estuvieron en contacto con la persona infectada han sido identificadas y están sujetas a un “seguimiento”, según informó el ministro de Salud. Se ha asegurado al público que “mantenga la calma” y “respete las medidas preventivas que se están aplicando”. Se ha establecido un número de emergencia gratuito en Costa de Marfil (143 o 101) para alertar a las personas sobre casos sospechosos. También se han establecido varios controles fronterizos para intentar limitar la propagación.[11][12]
- El 12 de marzo, el individuo que dio positivo el día anterior también infectó a su esposa. Como resultado, el número total de casos aumentó a 2.[13]
- El 14 de marzo, se confirmaron más casos, lo que elevó el número total de casos a 4.[14]
- El 16 de marzo, el gobierno anunció que el número total de casos confirmados había aumentado a seis y que el paciente identificado el 11 de marzo se recuperó.[15] El país anunció oficialmente que suspendería vuelos desde países con más de 100 casos durante 15 días con la excepción de sus nacionales y residentes permanentes. Todas las escuelas estuvieron cerradas durante los primeros 30 días.[16]
- El 18 de marzo, se confirmaron tres casos más, lo que elevó el número total a 9.[17]

- El 20 de marzo, el gobierno anunció cinco casos confirmados más, con lo que el número total asciende a 14.[18] El mismo día, el gobierno decidió cerrar todas las fronteras desde la medianoche del 22 de marzo hasta nuevo aviso.[19]
- El 21 de marzo se confirmaron 3 casos más.[20]
- El 22 de marzo, se confirmaron 8 casos nuevos más, con lo que el total asciende a 25.[18]
- El 23 de marzo, Costa de Marfil declaró el estado de emergencia.[21] Alassane Ouattara prohibió a las personas viajar hacia y desde Abiyán a partir del 26 de marzo, a menos que exista una excepción especial, pero se pospuso hasta el 29 de marzo. La declaración también cerró todos los bares y maquis e introdujo un toque de queda a nivel nacional cada noche de 21 a 05 h.[22]
- El 24 de marzo se confirmaron 48 casos nuevos, lo que elevó el total a 73 casos.[23]
- El 25 de marzo, se confirmaron 7 nuevos casos, lo que elevó el total a 80 casos.[24]
- El 26 de marzo se confirmaron 16 casos nuevos, lo que elevó el total a 96 casos.[25]
- El 27 de marzo, se confirmaron 5 casos nuevos, lo que eleva el total por encima del punto de referencia de 100 con un total de 101 casos junto con 2 pacientes en recuperación, lo que eleva el total de recuperados a 3.[26] Una paciente de 58 años con diabetes, en coma desde el 25 de marzo, se convirtió en la primera víctima mortal.[27]
- El 28 de marzo se confirmaron 39 nuevos casos, con lo que el total asciende a 140.[28]
- El 29 de marzo se confirmaron 25 casos nuevos, lo que eleva el total a 165. El país registró su primera muerte por la enfermedad.[29] y otra recuperación, con lo que el total recuperado asciende a 4.[30] El 29 de marzo hasta el 15 de abril, transporte entre la gran región de Abiyán (departamento de Abiyán, Dabou, Azaguié, Bingerville, Grand-Bassam, Bonoua, Assinie-Mafia) y el resto del país está prohibido.[31] Excepcionalmente se permiten alimentos, medicinas, evacuaciones médicas, combustible, servicios públicos y vehículos con autorización especial.[32]
- El 30 de marzo se confirmaron 3 casos nuevos, lo que elevó el total a 168. También hubo 2 recuperaciones más, lo que elevó el total a 6.[33]
- El 31 de marzo, el número de casos confirmados aumentó de 11 a 179, siete de los cuales se habían recuperado.[34]

### Abril de 2020
- El 1 de abril, hubo 11 nuevos casos confirmados, lo que elevó el total a 190. Hubo 2 nuevas recuperaciones, lo que elevó el número total de recuperaciones a 9.[35]
- El 2 de abril, hubo más recuperaciones nuevas (6) que casos nuevos confirmados (4). El número total de casos confirmados fue de 194, el número total de recuperaciones fue de 15.[36]
- El 3 de abril, el número total aumentó a 218 después de que se confirmaron 24 nuevos casos, mientras que cuatro recuperaciones más significaron que 19 pacientes se habían recuperado. Los nuevos casos incluyeron los primeros casos confirmados en Bouaké y Soubré.[37]
- El 4 de abril, hubo 27 casos nuevos, lo que elevó el número de casos confirmados a 245. San Pedro y Toulépleu tuvieron sus primeros casos confirmados. El número total de pacientes recuperados aumentó en 6, a 25.[38]
- El 5 de abril se confirmaron 16 nuevos casos. Dos pacientes hospitalizados murieron, mientras que 12 pacientes se recuperaron. El número total fue de 261 casos confirmados, tres muertes y 37 pacientes recuperados.[39]
- El 6 de abril, hubo 62 nuevos casos confirmados y 4 pacientes más recuperados. De los 62 casos nuevos, 58 se produjeron en Abiyán y 4 en Adiaké . El ministro de Defensa, Hamed Bakayoko, anunció que él era uno de los casos confirmados.[40] Desde el inicio del brote, se habían confirmado 323 casos, de los cuales 41 se habían recuperado y 3 habían muerto.[41] El Ministerio de Salud e Higiene Pública publicó una lista de sitios, en Abiyán y sus alrededores, para realizar pruebas: Yopougon, Abobo, Marcory, Koumassi y Port-Bouët ; tratamiento: Treichville, Cocody, Grand-Bassam, Yopougon, Abiyán y Anyama; cuarentena (Marcory); y para análisis (Instituto Pasteur Abiyán).[42] El anuncio dio lugar a días de violentas protestas en Youpogon y Koumassi.[43]
- El 7 de abril, hubo 26 casos confirmados, lo que eleva el total a 349.[44]
- El 8 de abril se registraron 35 casos nuevos, con lo que el total ascendió a 384.[45] El número de pacientes recuperados aumentó en 7, a 48.
- El 9 de abril, hubo 60 nuevos casos confirmados, elevando el total a 444 casos. Hubo 4 nuevas recuperaciones, lo que elevó el número total a 52. El Consejo de Seguridad Nacional celebró una reunión extraordinaria y decidió hacer obligatorio el uso de mascarillas en el área metropolitana de Abiyán.[46]
- El 10 de abril, hubo 36 nuevos casos confirmados. Se recuperaron dos pacientes más.[47]
- El 11 de abril, el número de casos confirmados aumentó en 53, a 533. El número de pacientes recuperados aumentó en 4, a 58. El número de fallecidos aumentó en uno, a 4.[48]
- El 12 de abril, se confirmaron 41 nuevos casos, lo que eleva el total a 574. El número total de pacientes recuperados aumentó a 85. El número de muertos aumentó a 5.[49]
- El 13 de abril se confirmaron 52 nuevos casos, lo que elevó el total a 626. El número total de pacientes recuperados aumentó a 89. El número de muertos aumentó a 6.[50]
- El 14 de abril, hubo dos veces más recuperaciones (25) que casos nuevos confirmados (12). El número total de casos confirmados fue de 638, el número total de pacientes recuperados en 114.[51]
- El 15 de abril, hubo dos veces más recuperaciones (32) que casos nuevos confirmados (16). El número total de casos confirmados fue de 654, el número total de pacientes recuperados en 146.[52] El gobierno extendió el estado de emergencia existente hasta el 30 de abril y el cierre de todas las escuelas hasta el 17 de mayo.[53]
- El 16 de abril, hubo 34 casos confirmados, lo que elevó el número total a 688. Hubo 47 nuevas recuperaciones, lo que elevó el número total de pacientes recuperados a 193.[54] El secretario general Patrick Achi anunció que había dado positivo.[55]
- El 17 de abril, se confirmaron 54 nuevos casos mientras que 27 pacientes se recuperaron. El número total fue de 742 casos confirmados y 220 recuperaciones.[56]
- El 18 de abril hubo 59 nuevos casos, 19 recuperaciones y dos muertes. El número total fue de 801 casos confirmados, 239 pacientes recuperados y 8 muertes.[57]
- El 19 de abril vio 46 nuevos casos, 21 recuperaciones y una muerte. El número total de casos confirmados ascendía a 847, de los cuales 260 se habían recuperado y 9 habían muerto.[58] Las 9 muertes y 793 de todos los casos confirmados ocurrieron en Abiyán. Los 54 casos confirmados restantes se registraron en 12 regiones: Sud-Comoé (24); Región de San-Pédro (9); Tonkpi (5); Gbêkê (4); Guémon (2); Marahoué (2); Región de Nawa (2); Región de Poro (2); Región de Cavally (1); Gbôklé (1); Haut-Sassandra (1); La Mé (1).[59]
- El 20 de abril, hubo 32 casos nuevos, lo que elevó el total a 879. Se recuperaron 27 pacientes, lo que elevó el número total de recuperaciones a 287. El número de muertos aumentó a 10.[60]
- El 21 de abril se confirmaron 37 nuevos casos y se recuperaron 16 pacientes. El número total de casos fue de 916, el número total de recuperaciones fue de 303. El número de muertos aumentó a 13.[61]
- El 22 de abril se registraron 36 casos nuevos, lo que eleva el total a 952. El número de pacientes recuperados aumentó a 310 mientras que el número de muertos aumentó a 14.[62]
- El 23 de abril, el número total de casos confirmados aumentó a 1004, 52 más que el día anterior, mientras que el número de pacientes recuperados aumentó a 359.[63]
- El 24 de abril se confirmaron 73 nuevos casos y se recuperaron 60 pacientes. En total, 1077 personas se infectaron, 419 de las cuales se recuperaron. El toque de queda nocturno vigente se prolongó hasta el 8 de mayo.[64]
- El 25 de abril se confirmaron 34 casos, lo que eleva el número total a 1111. Se recuperaron 30 pacientes, lo que eleva el número total de recuperaciones a 449.[65]
- El 26 de abril se confirmaron 39 casos, lo que eleva el número total a 1150, de los cuales 468 se han recuperado (19 más que el día anterior).[66]
- El 27 de abril, hubo 14 nuevos casos confirmados, lo que elevó el número total de casos a 1164. Hubo 31 nuevas recuperaciones, lo que elevó el número total de pacientes recuperados a 499.[67]
- El 28 de abril se confirmaron 19 casos nuevos y se recuperaron 26 pacientes. El número total de casos confirmados fue de 1183 de los cuales 525 se habían recuperado.[68]
- Hubo 55 nuevos casos confirmados el 29 de abril, lo que eleva el número total a 1238. Se recuperaron 32 pacientes, lo que eleva el número total de recuperaciones a 557.[69]
- El 30 de abril, hubo 37 nuevos casos confirmados y 17 pacientes se recuperaron. El número total fue de 1275 casos confirmados, 574 de los cuales se habían recuperado. Había 687 casos activos, un 282% más que a principios de abril.[70]

### Mayo de 2020
- El 1 de mayo, hubo 58 casos nuevos, lo que elevó el número total de casos confirmados a 1333. Se recuperaron 23 pacientes, lo que elevó el número total a 597. El número de muertos aumentó a 15.[71]
- El 2 de mayo, 29 personas dieron positivo mientras que 25 pacientes se recuperaron. El número total se situó en 1362 casos confirmados y 622 pacientes recuperados.[72]
- El 3 de mayo, hubo dos muertes, 36 casos confirmados y 31 recuperaciones. El número total de casos confirmados ascendió a 1398, de los cuales 653 se habían recuperado y 17 habían fallecido.[73]
- El 4 de mayo, hubo 34 casos nuevos, lo que elevó el número total de casos confirmados a 1432. Hubo 40 recuperaciones, lo que elevó el número total de pacientes recuperados a 693.[74]
- Hubo 32 casos nuevos el 5 de mayo, junto con 8 pacientes recuperados. Hasta el 5 de mayo se habían confirmado 1464 casos en total. El número de muertos aumentó a 18.[75]
- El 6 de mayo, hubo 52 casos confirmados, con lo que el número total de infecciones ascendió a 1516. El número de pacientes recuperados aumentó de 20 a 721.[76]
- El 7 de mayo, hubo 55 casos confirmados, lo que elevó el número total de casos a 1571. El número de pacientes recuperados aumentó en 21, a 742. El número de muertos aumentó a 20. El gobierno anunció que se levantarían las restricciones fuera del área metropolitana de Abiyán. día siguiente, incluida la apertura de escuelas. En Abiyán, las restricciones permanecerían en vigor hasta el 15 de mayo, con un ajuste del horario del toque de queda nocturno, a las 23-04 horas a partir del 8 de mayo.[77]
- El 8 de mayo se registraron 31 casos confirmados, lo que elevó el número total de casos a 1602. El número de pacientes recuperados aumentó a 754, 12 más que el día anterior.[78]
- El 9 de mayo, hubo 65 casos nuevos, lo que elevó el número total de casos confirmados a 1667. Se recuperaron 15 pacientes, lo que elevó el número total de recuperaciones a 769. El número de muertos aumentó a 21.[79]
- Hubo 33 casos confirmados y 25 pacientes recuperados el 10 de mayo, lo que eleva el número total de casos a 1700 y el número total de recuperaciones a 794.[80]
- El 11 de mayo, hubo 30 nuevos casos y 24 nuevas recuperaciones. El número total se situó en 1730 casos confirmados y 818 pacientes recuperados.[81]
- El 12 de mayo, hubo 127 casos confirmados, el número más alto en un solo día, lo que elevó el número total a 1857. El número total de pacientes recuperados aumentó a 820.[82]
- El 13 de mayo, hubo 55 casos confirmados, 82 recuperaciones y 3 muertes. El número total se situó en 1912 casos, de los cuales 902 pacientes recuperados y 24 fallecidos.[83] De las 24 muertes, cuatro tenían entre 31 y 40 años, tres entre 41 y 50 años y 17 tenían 51 años o más.[84]
- El 14 de mayo se confirmaron 59 casos, lo que elevó el número total de casos a 1971. Se recuperaron 28 pacientes, lo que elevó el número total de recuperaciones a 930. Se anunció que el toque de queda nocturno en Abiyán finalizaría el 15 de mayo.[85]
- El 15 de mayo, el número total de casos confirmados aumentó en 46 hasta 2017. El número de pacientes recuperados aumentó en 12 a 942.[86]
- El 16 de mayo, hubo 44 nuevos casos confirmados, lo que elevó el número total de casos confirmados a 2061. Se recuperaron 45 pacientes, lo que elevó el número total de recuperaciones a 987. El número de muertos aumentó a 25.[87]
- El 17 de mayo, hubo 48 nuevos casos confirmados, lo que elevó el número total de casos confirmados a 2109. Se recuperaron 17 pacientes, lo que elevó el número total de recuperaciones a 1004. El número de muertos aumentó a 27.[88]
- El 18 de mayo se registraron 10 casos confirmados, lo que elevó el número total de casos a 2119. El número de pacientes recuperados aumentó de 36 a 1040. El número de muertos aumentó a 28.[89]
- El 19 de mayo hubo 34 nuevos casos, mientras que 10 pacientes se recuperaron. El número total de casos confirmados ascendió a 2153 y el número total de recuperaciones a 1050.[90]
- El 20 de mayo, el número de casos confirmados aumentó de 78 a 2231, mientras que el número de pacientes recuperados aumentó de 33 a 1083. El número de muertos aumentó a 29.[91]
- El 21 de mayo hubo 70 nuevos casos y 17 nuevas recuperaciones. El número total de casos confirmados fue de 2301, de los cuales 1100 se habían recuperado.[92]
- El 22 de mayo, hubo 40 nuevos casos y 46 nuevas recuperaciones. El número total de casos confirmados fue de 2341, de los cuales 1146 se habían recuperado.[93]
- El 23 de mayo, hubo 25 casos nuevos, 42 nuevas recuperaciones y una muerte. El número total de casos confirmados fue de 2366, de los cuales 1188 se habían recuperado y 30 fallecieron.[94]
- El 24 de mayo, hubo 10 nuevos casos y 31 nuevas recuperaciones. El número total de casos confirmados fue de 2376, de los cuales 1219 se habían recuperado.[95]
- Hubo 47 casos confirmados y 38 recuperaciones el 25 de mayo. El número total se situó en 2423 infecciones y 1257 pacientes recuperados.[96]
- Hubo 54 casos confirmados y 29 recuperaciones el 26 de mayo. El número total se situó en 2477 infecciones y 1286 pacientes recuperados.[97]
- El 27 de mayo, hubo 79 casos confirmados, lo que elevó el número total de casos a 2556. Se recuperaron 16 pacientes, lo que elevó el número total de recuperaciones a 1302. El número de muertos aumentó a 31.[98]
- El 28 de mayo, hubo 85 casos nuevos, lo que elevó el número total a 2641. Se recuperaron 24 pacientes, lo que elevó el número total de recuperaciones a 1326. El número de muertos aumentó a 32.[99]
- Hubo 109 casos confirmados y 44 recuperaciones el 29 de mayo, lo que eleva el número total a 2750 casos confirmados y 1370 pacientes recuperados.[100]
- El 30 de mayo, hubo 49 casos nuevos, lo que elevó el número total de casos a 2799. El número de pacientes recuperados aumentó de 15 a 1385. El número de muertos aumentó a 33.[101]
- El 31 de mayo hubo 34 casos confirmados y 50 recuperaciones. Desde el inicio de la pandemia, 2833 personas dieron positivo, de las cuales 1435 se recuperaron. Había 1365 casos activos, un 89% más que a principios de mayo.[102]
- El mismo día, los residentes del distrito Yopougon de Abiyán destruyeron un centro de pruebas que se estaba construyendo.[103]

### Junio de 2020
- El 1 de junio, 118 pacientes dieron positivo mientras que 32 se recuperaron. El número total de casos confirmados fue de 2951 de los cuales 1467 se habían recuperado.[104]
- El 2 de junio se registraron 73 casos nuevos, lo que elevó el número total de casos de infección a 3024. El número de pacientes recuperados aumentó de 34 a 1501.[105]
- El 3 de junio, hubo 86 nuevos casos, 29 pacientes recuperados y dos muertes. El número total de pacientes infectados ascendió a 3110, de los cuales 1530 se habían recuperado y 35 habían muerto.[106]
- El 4 de junio, hubo 152 nuevos casos, el número diario más alto registrado hasta el momento, y 54 recuperaciones. El número total de pacientes infectados fue de 3262 de los cuales 1584 se habían recuperado.[107]
- El 5 de junio, hubo 169 nuevos casos, el número diario más alto registrado hasta el momento, 20 recuperaciones y una muerte. El número total de casos confirmados fue de 3431, de los cuales 1604 se habían recuperado y 36 habían muerto.[108]
- El 6 de junio, hubo 126 nuevos casos y 146 recuperaciones. El número total de casos confirmados ascendió a 3557, de los cuales 1750 se habían recuperado.[109]
- El 7 de junio, hubo 182 nuevos casos, el número diario más alto hasta el momento, y 68 recuperaciones. El número total de casos confirmados fue de 3739 de los cuales 1818 se habían recuperado.[110]
- El 8 de junio, hubo 142 nuevos casos, 51 recuperaciones y dos muertes. El número total de pacientes infectados fue de 3881, de los cuales 1869 se habían recuperado y 38 habían muerto.[111]
- Había 114 nuevos casos y 176 recuperaciones el 9 de junio. El número total de casos confirmados fue de 3995 de los cuales 2045 se habían recuperado.[112]
- El 10 de junio se registraron 186 nuevos casos, el número diario más alto hasta el momento, lo que eleva el número total de casos confirmados a 4181. El número de pacientes recuperados aumentó a 2174. El número de muertos aumentó a 41.[113]
- El 11 de junio se produjeron 223 nuevos casos, el número diario más alto hasta el momento, lo que eleva el número total de casos confirmados a 4404. El número de pacientes recuperados aumentó de 38 a 2212.[114]
- El 12 de junio se registraron 280 casos nuevos, el número diario más alto hasta el momento, lo que eleva el número total de casos confirmados a 4684. El número de pacientes recuperados aumentó de 51 a 2263. El número de muertos aumentó de 4 a 45, el aumento diario más alto hasta aquí.[115]
- El 13 de junio, hubo 164 nuevos casos confirmados, lo que elevó el número total de casos a 4848. El número de pacientes recuperados aumentó de 134 a 2397.[116]
- El 14 de junio, hubo 236 nuevos casos y 108 nuevas recuperaciones. Desde el inicio del brote, 5084 personas dieron positivo, de las cuales 2505 se recuperaron.[117]
- El 15 de junio, hubo 355 nuevos casos, el número más alto en un solo día hasta ahora, lo que eleva el número total de casos confirmados a 5439. El número de pacientes recuperados aumentó de 85 a 2590. El número de muertos aumentó a 46.[118]
- El 16 de junio se confirmaron 240 nuevos casos, lo que elevó el número total de casos a 5679. El número de pacientes recuperados aumentó de 47 a 2637.[119]
- El 17 de junio, hubo 384 nuevos casos, el número más alto en un solo día hasta el momento, lo que eleva el número total de casos confirmados a 6063. El número de pacientes recuperados aumentó en 112 a 2749. El número de muertos aumentó a 48.[120]
- El 18 de junio, hubo 381 nuevos casos, lo que elevó el número total de casos confirmados a 6444. Se recuperaron 114 pacientes, lo que elevó el número total de pacientes recuperados a 2863. El número de muertos aumentó a 49.[121]
- El 19 de junio, hubo 430 casos nuevos, el número más alto en un solo día hasta ahora, lo que eleva el número total de casos confirmados a 6874. El número de pacientes recuperados aumentó de 79 a 2942.[122]
- El 20 de junio, hubo 402 casos nuevos y 50 recuperaciones, lo que elevó el número total de casos confirmados a 7276 y el número de pacientes recuperados a 2992. El número de muertos aumentó a 52.[123]
- El 21 de junio, hubo 216 nuevos casos y 76 recuperaciones, lo que elevó el número total de casos confirmados a 7492 y el número de pacientes recuperados a 3068. El número de muertos aumentó a 54.[124]
- El 22 de junio, hubo 185 casos nuevos y 60 recuperaciones, lo que elevó el número total de casos confirmados a 7677 y el número de pacientes recuperados a 3128. El número de muertos aumentó a 56.[125]
- El 23 de junio, hubo 227 casos nuevos y 54 recuperaciones, lo que elevó el número total de casos confirmados a 7904 y el número de pacientes recuperados a 3182. El número de muertos aumentó a 58.[126]
- El 24 de junio, hubo 260 casos nuevos y 237 recuperaciones, lo que elevó el número total de casos confirmados a 8164 y el número de pacientes recuperados a 3419.[127]
- El 25 de junio, hubo 170 nuevos casos y 68 recuperaciones, lo que elevó el número total de casos confirmados a 8334 y el número de pacientes recuperados a 3487. El número de muertos aumentó a 60.[128] El Consejo de Seguridad Nacional decidió que los vuelos nacionales podrían se reanudará a partir del 26 de junio y los vuelos internacionales a partir del 1 de julio, mientras que las fronteras terrestres y marítimas permanecerán cerradas.[129]
- El 26 de junio, hubo 405 casos nuevos y 100 recuperaciones, lo que elevó el número total de casos confirmados a 8739 y el número de pacientes recuperados a 3587. El número de muertos aumentó a 64.[130]
- El 27 de junio, hubo 205 casos nuevos y 135 recuperaciones, lo que elevó el número total de casos confirmados a 8944 y el número de pacientes recuperados a 3722. El número de muertos aumentó a 66.[131]
- El 28 de junio, hubo 157 casos nuevos y 86 recuperaciones, lo que elevó el número total de casos confirmados a 9101 y el número total de pacientes recuperados a 3808.[132]
- El 29 de junio, hubo 113 casos nuevos y 188 recuperaciones, lo que elevó el número total de casos confirmados a 9214 y el número total de pacientes recuperados a 3996.[133]
- El 30 de junio, hubo 285 nuevos casos y 277 recuperaciones, lo que elevó el número total de casos confirmados a 9499 y el número total de pacientes recuperados a 4273. El número de muertos aumentó a 68. Hubo 5.158 casos activos, un 255% más que en principios de junio.[134]

### Julio de 2020
- El 1 de julio, hubo 203 casos nuevos y 108 recuperaciones, lo que elevó el número total de casos confirmados a 9702 y el número total de pacientes recuperados a 4381.[135] Más de tres de cada cinco casos confirmados eran hombres.[136]
- El 2 de julio, hubo 290 casos nuevos y 279 recuperaciones, lo que elevó el número total de casos confirmados a 9992 y el número total de pacientes recuperados a 4660.[137]
- El 3 de julio, hubo 252 casos nuevos y 66 recuperaciones, lo que elevó el número total de casos confirmados a 10244 y el número total de pacientes recuperados a 4726. El número de muertos aumentó a 70.[138]
- El 4 de julio, hubo 218 casos nuevos y 81 recuperaciones, lo que elevó el número total de casos confirmados a 10462 y el número total de pacientes recuperados a 4807. El número de muertos aumentó a 72.[139]
- El 5 de julio, hubo 310 casos nuevos y 260 recuperaciones, lo que elevó el número total de casos confirmados a 10772 y el número total de pacientes recuperados a 5067. El número de muertos aumentó a 74.[140]
- El 6 de julio hubo 194 casos, lo que elevó el número total de casos confirmados a 10996. El número de pacientes recuperados aumentó de 317 a 5384. El número de muertos aumentó a 75..[141]
- El 7 de julio, hubo 228 casos nuevos y 103 recuperaciones, lo que elevó el número total de casos confirmados a 11194 y el número total de pacientes recuperados a 5487. El número de muertos aumentó a 76.[142]
- El 8 de julio, hubo 310 casos nuevos y 84 recuperaciones, lo que elevó el número total de casos confirmados a 11504 y el número total de pacientes recuperados a 5571. El número de muertos aumentó a 78.[143]
- El 9 de julio, hubo 246 nuevos casos y 181 recuperaciones, lo que elevó el número total de casos confirmados a 11750 y el número total de pacientes recuperados a 5752. El número de muertos aumentó a 79.[144]
- El 10 de julio, hubo 302 nuevos casos y 328 recuperaciones, el mayor número de pacientes recuperados en un solo día hasta ahora. El número total de casos confirmados fue de 12052, de los cuales se habían recuperado 6080. El número de muertos ascendió a 81.[145] El ministro del gobierno para las ciudades y desarrollo urbano, François Amichia, anunció que había dado positivo.[146]
- El 11 de julio se registraron 391 nuevos casos, lo que elevó el número total de casos confirmados a 12443. El número de pacientes recuperados aumentó de 277 a 6357. El número de muertos ascendió a 82.[147] Se anunció que el presidente del Senado, Jeannot Ahoussou-Kouadio había sido diagnosticado con COVID-19 en Alemania, donde se fue para el cuidado, el 3 de julio.[148]
- El 12 de julio, hubo 323 casos nuevos y 297 recuperaciones, lo que elevó el número total de casos confirmados a 12766 y el número de pacientes recuperados a 6654. El número de muertos aumentó a 84.[149]
- El 13 de julio se produjeron 106 nuevos casos, lo que elevó el número total de casos confirmados a 12872. El número de pacientes recuperados aumentó de 156 a 6810.[150] El Consejo de Seguridad Nacional decidió levantar, a partir del 15 de julio, todas las restricciones al transporte entre Gran Abiyán y el resto del país.[151]
- El 14 de julio hubo 165 casos nuevos y 98 recuperaciones, lo que elevó el número total de casos confirmados a 13037 y el número de pacientes recuperados a 6908. El número de muertos aumentó a 87.[152]
- El 15 de julio, hubo 366 casos nuevos y 238 recuperaciones, lo que elevó el número total de casos confirmados a 13403 y el número de pacientes recuperados a 7146.[153] Casi tres de cada cinco casos confirmados eran hombres.[154]
- El 16 de julio, hubo 151 casos nuevos y 217 recuperaciones, lo que elevó el número total de casos confirmados a 13554 y el número de pacientes recuperados a 7363.[155]
- El 17 de julio, hubo 142 casos nuevos y 244 recuperaciones, lo que elevó el número total de casos confirmados a 13696 y el número de pacientes recuperados a 7607.[156]
- El 18 de julio, hubo 216 nuevos casos, 393 recuperaciones y 4 muertes. El número total de casos confirmados aumentó a 13912, el número de pacientes recuperados fue de 8000 y el número de muertos aumentó a 91.[157] El número de recuperaciones diarias notificadas fue el más alto hasta ahora.
- El 19 de julio hubo 207 nuevos casos, lo que elevó el número total de casos confirmados a 14119. El número de muertos aumentó a 92. El número de pacientes recuperados aumentó de 366 a 8366.[158]
- Hubo 193 casos nuevos y 293 recuperaciones el 20 de julio, lo que eleva el número total a 14312 casos confirmados, de los cuales 8659 recuperaciones.[159]
- El 21 de julio hubo 219 nuevos casos, lo que eleva el número total de casos confirmados a 14531. El número de muertos aumentó a 93. El número de pacientes recuperados aumentó de 198 a 8857.[160]
- El 22 de julio, hubo 202 nuevos casos, lo que elevó el número total de casos confirmados a 14733. El número de pacientes recuperados aumentó de 138 a 8995.[161]
- El 23 de julio, hubo 268 casos nuevos, lo que elevó el número total de casos confirmados a 15001. El número de pacientes recuperados aumentó en 287 a 9282.[162]
- El 24 de julio, hubo 252 casos nuevos, lo que elevó el número total de casos confirmados a 15253. El número de pacientes recuperados aumentó de 217 a 9499. El número de muertos aumentó a 94.[163]
- Hubo 241 nuevos casos y 381 recuperaciones el 25 de julio. El número total de casos confirmados aumentó a 15494 de los cuales 9880 se habían recuperado.[164]
- El 26 de julio se notificaron 102 nuevos casos, lo que elevó el número total de casos confirmados a 15596. Hubo 298 recuperaciones, elevando el número de pacientes recuperados a 10178. El número de muertos aumentó a 96.[165]
- El 27 de julio se registraron 59 casos nuevos, lo que eleva el número total de casos confirmados a 15655. El número de pacientes recuperados aumentó en 183, lo que elevó el número total a 10361.[166]
- Hubo 58 casos nuevos y 176 recuperaciones el 28 de julio. El número total de casos confirmados aumentó a 15713 de los cuales 10537 se habían recuperado. El número de muertos ascendió a 98.[167]
- El 29 de julio, hubo 100 nuevos casos, lo que elevó el número total de casos confirmados a 15813. Hubo 256 recuperaciones, lo que elevó el número total de pacientes recuperados a 10793. El número de muertos aumentó a 99.[168] La mayoría de los casos confirmados eran hombres (58%) y concentrado al Gran Abiyán (95% de los casos).[169]
- El 30 de julio, hubo 165 nuevos casos, lo que elevó el número total de casos confirmados a 15978. Hubo 367 recuperaciones, lo que elevó el número total de pacientes recuperados a 11160. El número de muertos aumentó a 100.[170] El Consejo de Seguridad Nacional decidió prorrogar el estado de emergencia hasta finales de agosto, pero permitir que los bares, discotecas, cines y otros lugares de entretenimiento reinicien sus operaciones a partir del 31 de julio de 2020 siempre que se mantenga el distanciamiento social.[171]
- El 31 de julio, hubo 69 nuevos casos, lo que elevó el número total de casos confirmados a 16047. Hubo 268 recuperaciones, lo que elevó el número total de pacientes recuperados a 11428. El número de muertos aumentó a 102. Hubo 4517 casos activos, una disminución en un 12% desde finales de junio.[172]

### Agosto de 2020
- Hubo 62 casos nuevos y 322 pacientes recuperados el 1 de agosto, lo que eleva el número total de casos confirmados a 16109 y el número de pacientes recuperados a 11750.[173]
- El 2 de agosto se notificaron 73 casos nuevos y 51 recuperaciones, lo que elevó el número total de casos confirmados a 16182 y el número de pacientes recuperados a 11801.[174]
- El 3 de agosto, hubo 38 casos nuevos, lo que elevó el número total de casos confirmados a 16220 y 86 recuperaciones. El número de pacientes recuperados aumentó a 11887.[175]
- El 4 de agosto, hubo 73 casos nuevos, lo que elevó el número total de casos confirmados a 16293. El número de pacientes recuperados aumentó de 68 a 11955. El número de muertos aumentó a 103.[176]
- El 5 de agosto, hubo 56 casos nuevos, lo que elevó el número total de casos confirmados a 16349. El número de pacientes recuperados aumentó de 236 a 12191.[177]
- El 6 de agosto, hubo 98 nuevos casos y 293 recuperaciones, lo que eleva el número total a 16447 casos confirmados y 12484 pacientes recuperados.[178]
- El 7 de agosto, hubo 77 casos nuevos, lo que elevó el número total de casos confirmados a 16524. El número de pacientes recuperados aumentó de 159 a 12802. El número de muertos aumentó a 104.[179]
- El 8 de agosto, hubo 96 casos nuevos, con lo que el número total de casos confirmados ascendió a 16620. El número de pacientes recuperados aumentó en 91 a 12893.[180]
- El 9 de agosto, hubo 95 casos nuevos, lo que elevó el número total de casos confirmados a 16715, mientras que 33 pacientes se recuperaron. El número de muertos ascendió a 105.[181]
- El 10 de agosto hubo 83 casos nuevos y 126 recuperaciones, lo que elevó el número total de casos confirmados a 16798 y el número de pacientes recuperados a 13052.[182]
- Hubo 49 casos nuevos y 269 recuperaciones el 11 de agosto, lo que elevó el número total de casos confirmados a 16847 y el número de pacientes recuperados a 13321.[183] La mayoría de los casos confirmados eran hombres (58%) mientras que las mujeres representaban el 42% de todos los confirmados casos.[184]
- El 12 de agosto hubo 16 casos nuevos y 108 recuperaciones, lo que elevó el número total de casos confirmados a 16863 y el número de pacientes recuperados a 13429. El número de muertos aumentó a 107.[185]
- Hubo 26 casos nuevos y 96 recuperaciones el 13 de agosto, lo que eleva el número total de casos confirmados a 16889 y el número de pacientes recuperados a 13522.[186]
- El 14 de agosto hubo 46 casos nuevos y 196 recuperaciones, lo que eleva el número total de casos confirmados a 16935 y el número de pacientes recuperados a 13721. El número de muertos aumentó a 108.[187]
- Hubo 63 casos nuevos y 38 recuperaciones el 15 de agosto, lo que eleva el número total de casos confirmados a 16993 y el número de pacientes recuperados a 13759.[188]
- Hubo 33 casos nuevos y 188 recuperaciones el 16 de agosto, lo que elevó el número total de casos confirmados a 17026 y el número de pacientes recuperados a 13947. El número de muertos aumentó a 110.[189]
- El 17 de agosto se produjeron 76 casos nuevos y 43 recuperaciones, lo que elevó el número total de casos confirmados a 17107 y el número de pacientes recuperados a 13990.[190]
- El 18 de agosto hubo 43 casos nuevos y 193 recuperaciones, lo que elevó el número total de casos confirmados a 17150 y el número de pacientes recuperados a 14183.[191]
- El 19 de agosto hubo 82 casos nuevos y 239 recuperaciones, lo que elevó el número total de casos confirmados a 17232 y el número de pacientes recuperados a 14422. El número de muertos aumentó a 111.[192]
- El 20 de agosto, hubo 17 casos nuevos, lo que elevó el número total de casos confirmados a 17249. El número de pacientes recuperados aumentó de 189 a 14611. El número de muertos aumentó a 112.[193]
- El 21 de agosto, hubo 61 casos nuevos, lo que elevó el número total de casos confirmados a 17310. El número de pacientes recuperados aumentó en 209 a 14820.[194]
- El 22 de agosto, hubo 64 nuevos casos, lo que elevó el número total de casos confirmados a 17374. El número de pacientes recuperados aumentó de 286 a 15106. El número de muertos aumentó a 113.[195]
- El 23 de agosto, hubo 97 casos nuevos, lo que elevó el número total de casos confirmados a 17471. El número de pacientes recuperados aumentó de 195 a 15301.[196]
- El 24 de agosto hubo 35 casos nuevos y 332 recuperaciones, lo que elevó el número total de casos confirmados a 17506 y el número de pacientes recuperados a 15633. El número de muertos aumentó a 114.[197]
- Hubo 56 casos nuevos y 275 recuperaciones el 25 de agosto, lo que eleva el número total de casos confirmados a 17562 y el número de pacientes recuperados a 15908.[198]
- Hubo 41 casos nuevos y 33 recuperaciones el 26 de agosto, lo que elevó el número total de casos confirmados a 17603 y el número de pacientes recuperados a 15941.[199] La distribución por sexo de los casos confirmados fue 58% hombres y 42% mujeres.[200]
- Hubo 99 casos nuevos y 198 recuperaciones el 27 de agosto, lo que eleva el número total de casos confirmados a 17702 y el número de pacientes recuperados a 16139. El número de muertos aumentó a 115.[201]
- Hubo 95 casos nuevos y 176 recuperaciones el 28 de agosto, lo que eleva el número total de casos confirmados a 17797 y el número de pacientes recuperados a 16315.[202]
- El 29 de agosto, hubo 96 casos nuevos y 125 recuperaciones, lo que elevó el número total de casos confirmados a 17893 y el número de pacientes recuperados a 16440.[203]
- El 30 de agosto hubo 55 casos nuevos y 113 recuperaciones, lo que elevó el número total de casos confirmados a 17948 y el número de pacientes recuperados a 16553.[204]
- El 31 de agosto, hubo 119 nuevos casos y 146 recuperaciones, lo que elevó el número total de casos confirmados a 18067 y el número de pacientes recuperados a 16699. El número de muertos aumentó a 117. Hubo 1251 casos activos, una disminución del 72% desde finales de julio.[205]

### Septiembre de 2020
- El 1 de septiembre, hubo 36 casos nuevos y 115 recuperaciones, lo que elevó el número total de casos confirmados a 18103 y el número de pacientes recuperados a 16814.[206]
- El 2 de septiembre, hubo 58 casos nuevos y 119 recuperaciones, lo que elevó el número total de casos confirmados a 18161 y el número de pacientes recuperados a 16933.[207]
- El 3 de septiembre, hubo 47 nuevos casos y 112 recuperaciones, lo que elevó el número total de casos confirmados a 18208 y el número de pacientes recuperados a 17045. El número de muertos aumentó a 119.[208]
- El 4 de septiembre, hubo 61 casos nuevos y 117 recuperaciones, lo que elevó el número total de casos confirmados a 18269 y el número de pacientes recuperados a 17162.[209]
- El 5 de septiembre, hubo 203 casos nuevos y 161 recuperaciones, lo que elevó el número total de casos confirmados a 18472 y el número de pacientes recuperados a 17323.[210]
- El 6 de septiembre hubo 116 nuevos casos, lo que eleva el número total de casos confirmados a 18588. El número de pacientes recuperados aumentó de 149 a 17472.[211]
- El 7 de septiembre se registraron 113 casos nuevos, lo que elevó el número total de casos confirmados a 18701. El número de pacientes recuperados aumentó en 127 a 17.599.[212]
- El 8 de septiembre se registraron 77 casos nuevos, lo que elevó el número total de casos confirmados a 18778 (58% hombres, 42% mujeres). El número de pacientes recuperados aumentó de 89 a 17688.[213]
- El 9 de septiembre se registraron 37 casos nuevos, lo que elevó el número total de casos confirmados a 18815. El número de pacientes recuperados aumentó de 82 a 17770.[214]
- El 10 de septiembre hubo 54 casos nuevos, lo que eleva el número total de casos confirmados a 18869. El número de pacientes recuperados aumentó de 114 a 17884.[215]
- El 11 de septiembre hubo 47 casos nuevos, lo que eleva el número total de casos confirmados a 18916. El número de pacientes recuperados aumentó de 76 a 17960.[216]
- El 12 de septiembre, hubo 71 casos nuevos y 85 recuperaciones, lo que elevó el número total de casos confirmados a 18987 y el número de pacientes recuperados a 18045. El número de muertos aumentó a 120.[217]
- El 13 de septiembre, hubo 26 casos nuevos y 67 recuperaciones, lo que elevó el número total de casos confirmados a 19013 y el número de pacientes recuperados a 18112.[218]
- El 14 de septiembre, hubo 53 casos nuevos y 62 recuperaciones, lo que elevó el número total de casos confirmados a 19066 y el número de pacientes recuperados a 18174.[219]
- El 15 de septiembre, hubo 34 casos nuevos y 54 recuperaciones, lo que elevó el número total de casos confirmados a 19100 y el número de pacientes recuperados a 18228.[220]
- El 16 de septiembre hubo 32 casos nuevos y 61 recuperaciones, lo que elevó el número total de casos confirmados a 19132 y el número de pacientes recuperados a 18289.[221]
- El 17 de septiembre, hubo 26 casos nuevos y 41 recuperaciones, lo que elevó el número total de casos confirmados a 19158 y el número de pacientes recuperados a 18330.[222]
- El 18 de septiembre, hubo 42 casos nuevos y 62 recuperaciones, lo que elevó el número total de casos confirmados a 19200 y el número de pacientes recuperados a 18392.[223]
- El 19 de septiembre, hubo 69 casos nuevos y 68 recuperaciones, lo que elevó el número total de casos confirmados a 19269 y el número de pacientes recuperados a 18460.[224]
- El 20 de septiembre hubo 51 casos nuevos y 74 recuperaciones, lo que eleva el número total de casos confirmados a 19320. El número de pacientes recuperados aumentó a 18534.[225]
- Hubo 7 casos nuevos y 96 recuperaciones el 21 de septiembre, lo que elevó el número total de casos confirmados a 19327. El número de pacientes recuperados aumentó a 18630.[226]
- Hubo 16 casos nuevos y 52 recuperaciones el 22 de septiembre, lo que eleva el número total de casos confirmados a 19343 (58% hombres, 42% mujeres). El número de pacientes recuperados aumentó a 18682.[227]
- Hubo 87 casos nuevos y 193 recuperaciones el 23 de septiembre, lo que elevó el número total de casos confirmados a 19430. El número de pacientes recuperados aumentó a 18875.[228]
- Hubo 71 casos nuevos y 128 recuperaciones el 24 de septiembre, lo que elevó el número total de casos confirmados a 19501. El número de pacientes recuperados aumentó a 19003.[229]
- Hubo 55 casos nuevos y 62 recuperaciones el 25 de septiembre, lo que elevó el número total de casos confirmados a 19556. El número de pacientes recuperados aumentó a 19065.[230]
- El 26 de septiembre se produjeron 44 casos nuevos y 57 recuperaciones, lo que elevó el número total de casos confirmados a 19600. El número de pacientes recuperados aumentó a 19122.[231]
- Hubo 29 casos nuevos y 41 recuperaciones el 27 de septiembre, lo que elevó el número total de casos confirmados a 19629. El número de pacientes recuperados aumentó a 19163.[232]
- Hubo 12 casos nuevos y 39 recuperaciones el 28 de septiembre, lo que elevó el número total de casos confirmados a 19641. El número de pacientes recuperados aumentó a 19202.[233]
- El 29 de septiembre se produjeron 28 casos nuevos y 39 recuperaciones, lo que eleva el número total de casos confirmados a 19669. El número de pacientes recuperados aumentó a 19241.[234]
- El 30 de septiembre se produjeron 55 casos nuevos y 50 recuperaciones, lo que elevó el número total de casos confirmados a 19724. El número de pacientes recuperados aumentó a 19291. El número de muertos se mantuvo sin cambios en 120. Había 313 casos activos a finales de mes , lo que representa una disminución del 75% desde finales de agosto.[235]

### Octubre de 2020
- El 1 de octubre, hubo 31 casos nuevos y 29 recuperaciones. El número total aumentó a 19755 casos confirmados y 19320 pacientes recuperados.[236]
- El 2 de octubre, hubo 38 casos nuevos y 37 recuperaciones. El número total aumentó a 19793 casos confirmados y 19357 pacientes recuperados.[237]
- El 3 de octubre, hubo 56 casos nuevos y 64 recuperaciones. El número total aumentó a 19849 casos confirmados y 19421 pacientes recuperados.[238]
- El 4 de octubre, hubo 33 nuevos casos y 28 recuperaciones. El número total aumentó a 19882 casos confirmados y 19449 pacientes recuperados.[239]
- El 5 de octubre, hubo tres nuevos casos y 41 recuperaciones. El número total aumentó a 19885 casos confirmados y 19490 pacientes recuperados.[240]
- El 6 de octubre, hubo 18 nuevos casos y 49 recuperaciones. El número total aumentó a 19903 casos confirmados y 19539 pacientes recuperados.[241]
- El 7 de octubre, hubo 32 nuevos casos y 11 recuperaciones. El número total aumentó a 19935 casos confirmados y 19550 pacientes recuperados.[242]
- El 8 de octubre, hubo 47 nuevos casos y 76 recuperaciones. El número total aumentó a 19982 casos confirmados y 19626 pacientes recuperados.[243] Se produjo la primera muerte desde el 12 de septiembre, elevando el número de muertos a 121.[244]
- Hubo 54 casos nuevos y 70 recuperaciones el 9 de octubre, lo que elevó el número total de casos confirmados a 20036 y el número de pacientes recuperados a 19696.[245]
- Hubo 92 casos nuevos y 56 recuperaciones el 10 de octubre, lo que eleva el número total de casos confirmados a 20128 y el número de pacientes recuperados a 19752.[246]
- Hubo 26 casos nuevos y 46 recuperaciones el 11 de octubre, lo que eleva el número total de casos confirmados a 20154 y el número de pacientes recuperados a 19798.[247]
- Hubo un caso nuevo y 33 recuperaciones el 12 de octubre, lo que eleva el número total de casos confirmados a 20155 (58,5% hombres, 41,5% mujeres) y el número de pacientes recuperados a 19831.[248]
- Hubo 28 casos nuevos y 29 recuperaciones el 13 de octubre, lo que eleva el número total de casos confirmados a 20183 y el número de pacientes recuperados a 19860.[249]
- Hubo 34 casos nuevos y 12 recuperaciones el 14 de octubre, lo que elevó el número total de casos confirmados a 20217 y el número de pacientes recuperados a 19872. La muerte del 8 de octubre, lo que elevó el número de muertos a 121, se informó el 14 de octubre.[244]
- Hubo 40 casos nuevos y 26 recuperaciones el 15 de octubre, lo que eleva el número total de casos confirmados a 20257 y el número de pacientes recuperados a 19898.[250]
- Hubo 18 casos nuevos y 55 recuperaciones el 16 de octubre, lo que elevó el número total de casos confirmados a 20275 y el número de pacientes recuperados a 19953.[251]
- El 17 de octubre hubo 26 casos nuevos y 30 recuperaciones, lo que eleva el número total de casos confirmados a 20301 y el número de pacientes recuperados a 19983.[252]
- El 18 de octubre se produjeron 22 casos nuevos y 38 recuperaciones, lo que eleva el número total de casos confirmados a 20323 y el número de pacientes recuperados a 20021.[253]
- Hubo un caso nuevo y 8 recuperaciones el 19 de octubre, lo que elevó el número total de casos confirmados a 20324 y el número de pacientes recuperados a 20029.[254]
- Hubo 18 casos nuevos y 15 recuperaciones el 20 de octubre, lo que elevó el número total de casos confirmados a 20342 y el número de pacientes recuperados a 20044.[255]
- Hubo 21 casos nuevos y 26 recuperaciones el 21 de octubre, lo que elevó el número total de casos confirmados a 20363 y el número de pacientes recuperados a 20070.[256]
- El 22 de octubre hubo 27 casos nuevos y 18 recuperaciones, lo que eleva el número total de casos confirmados a 20390 y el número de pacientes recuperados a 20088.[257]
- Hubo 15 casos nuevos y 12 recuperaciones el 23 de octubre, lo que elevó el número total de casos confirmados a 20405 y el número de pacientes recuperados a 20100.[258]
- El 24 de octubre, hubo 24 casos nuevos y 37 recuperaciones, lo que elevó el número total de casos confirmados a 20429 y el número de pacientes recuperados a 20137.[259]
- El 25 de octubre, hubo 41 casos nuevos y 29 recuperaciones, lo que elevó el número total de casos confirmados a 20470 y el número de pacientes recuperados a 20166. El número de muertos aumentó a 122.[260]
- El 26 de octubre, hubo 16 casos nuevos y 46 recuperaciones, lo que elevó el número total de casos confirmados a 20486 y el número de pacientes recuperados a 20212.[261] El número de muertos aumentó a 123.[262]
- El 27 de octubre, hubo dos nuevos casos y 17 recuperaciones, lo que elevó el número total de casos confirmados a 20488 y el número de pacientes recuperados a 20229.[263] El 27 de octubre, hubo dos nuevos casos y 17 recuperaciones, lo que elevó el número total de casos confirmados a 20488 y el número de pacientes recuperados a 20229.[262]
- El 28 de octubre, hubo 67 casos nuevos y 12 recuperaciones, con lo que el número total de casos confirmados a 20555 y el número de pacientes recuperados a 20241. Las muertes del 26 y 27 de octubre se notificaron el 28 de octubre.[262]
- El 29 de octubre, hubo 73 casos nuevos y 69 recuperaciones, lo que elevó el número total de casos confirmados a 20628 y el número de pacientes recuperados a 20310.[264]
- El 30 de octubre, hubo 64 casos nuevos y 39 recuperaciones, lo que elevó el número total de casos confirmados a 20692 y el número de pacientes recuperados a 20349.[265] El número de muertos aumentó a 125.[266]
- El 31 de octubre, hubo 24 casos nuevos y 16 recuperaciones, lo que elevó el número total de casos confirmados a 20716 y el número de pacientes recuperados a 20365. El número de muertos aumentó a 126. Había 225 casos activos al final del mes.[266]

### Noviembre de 2020
- El receso escolar de otoño se prolongó de una a dos semanas y se reanudaron las clases el 16 de noviembre.[267]
- Hubo 37 casos nuevos y 45 recuperaciones el 2 de noviembre, lo que eleva el número total de casos confirmados a 20753 y el número de pacientes recuperados a 20410.[268]
- Hubo 12 casos nuevos y 17 recuperaciones el 3 de noviembre, lo que elevó el número total de casos confirmados a 20765 y el número de pacientes recuperados a 20427.[269]
- El 4 de noviembre hubo 13 casos nuevos y 20 recuperaciones, lo que elevó el número total de casos confirmados a 20778 y el número de pacientes recuperados a 20447.[270]
- Hubo 11 casos nuevos y 19 recuperaciones el 5 de noviembre, lo que elevó el número total de casos confirmados a 20789 y el número de pacientes recuperados a 20466.[271]
- Hubo 12 casos nuevos y 11 recuperaciones el 6 de noviembre, lo que eleva el número total de casos confirmados a 20801 y el número de pacientes recuperados a 20477.[272]
- El 7 de noviembre se produjeron 12 casos nuevos y el mismo número de recuperaciones, con lo que el número total de casos confirmados ascendió a 20813 y el número de pacientes recuperados a 20489.[273]
- Hubo 19 casos nuevos y el mismo número de recuperaciones el 8 de noviembre, lo que elevó el número total de casos confirmados a 20832 y el número de pacientes recuperados a 20508.[274] El número de muertos aumentó a 127.[275]
- Hubo 3 casos nuevos y 8 recuperaciones el 9 de noviembre, lo que elevó el número total de casos confirmados a 20835 (58,5% hombres, 41,5% mujeres) y el número de pacientes recuperados a 20516.[276]
- El 10 de noviembre hubo 12 casos nuevos y 30 recuperaciones, con lo que el número total de casos confirmados asciende a 20847 y el número de pacientes recuperados a 20546.[277]
- Hubo 8 casos nuevos y 26 recuperaciones el 11 de noviembre, lo que elevó el número total de casos confirmados a 20855 y el número de pacientes recuperados a 20572.[275] El número de muertos aumentó a 128.[278]
- El 12 de noviembre se produjeron 27 casos nuevos y 12 recuperaciones, lo que eleva el número total de casos confirmados a 20882 y el número de pacientes recuperados a 20584.[279]
- Hubo 17 casos nuevos y 15 recuperaciones el 13 de noviembre, con lo que el número total de casos confirmados ascendió a 20899 y el número de pacientes recuperados a 20599.[280]
- El 14 de noviembre hubo 46 casos nuevos y 31 recuperaciones, lo que elevó el número total de casos confirmados a 20945 y el número de pacientes recuperados a 20630.[278] El número de muertos aumentó a 129.[281]
- Hubo 31 casos nuevos y 17 recuperaciones el 15 de noviembre, lo que elevó el número total de casos confirmados a 20976 y el número de pacientes recuperados a 20647.[282]
- Hubo 12 casos nuevos y 16 recuperaciones el 16 de noviembre, lo que elevó el número total de casos confirmados a 20988 y el número de pacientes recuperados a 20663.[283]
- El 17 de noviembre hubo 16 casos nuevos y 12 recuperaciones, lo que eleva el número total de casos confirmados a 21004 y el número de pacientes recuperados a 20675.[281]
- Hubo 41 casos nuevos y 37 recuperaciones el 18 de noviembre, lo que elevó el número total de casos confirmados a 21045 y el número de pacientes recuperados a 20712.[284]
- El 19 de noviembre hubo 38 casos nuevos y 17 recuperaciones, lo que eleva el número total de casos confirmados a 21083 y el número de pacientes recuperados a 20729.[285]
- El 20 de noviembre hubo 16 casos nuevos y 19 recuperaciones, lo que elevó el número total de casos confirmados a 21099 y el número de pacientes recuperados a 20748.[286]
- Hubo 27 casos nuevos y 29 recuperaciones el 21 de noviembre, lo que elevó el número total de casos confirmados a 21126 y el número de pacientes recuperados a 20777.[287]
- El 22 de noviembre se registraron 12 casos nuevos y 21 recuperaciones, lo que elevó el número total de casos confirmados a 21138 y el número de pacientes recuperados a 20798. El número de muertos aumentó a 131.[288]
- Hubo 10 casos nuevos y 21 recuperaciones el 23 de noviembre, lo que elevó el número total de casos confirmados a 21148 y el número de pacientes recuperados a 20819.[289]
- Hubo 8 casos nuevos y 14 recuperaciones el 24 de noviembre, lo que elevó el número total de casos confirmados a 21156 y el número de pacientes recuperados a 20833.[290]
- El 25 de noviembre se produjeron 12 casos nuevos y 10 recuperaciones, lo que eleva el número total de casos confirmados a 21168 y el número de pacientes recuperados a 20843.[291]
- Hubo 31 casos nuevos y 9 recuperaciones el 26 de noviembre, lo que elevó el número total de casos confirmados a 21199 y el número de pacientes recuperados a 20852.[292]
- Hubo 33 casos nuevos y 21 recuperaciones el 27 de noviembre, lo que elevó el número total de casos confirmados a 21232 y el número de pacientes recuperados a 20873.[293]
- Hubo 29 casos nuevos y 39 recuperaciones el 28 de noviembre, lo que elevó el número total de casos confirmados a 21261 y el número de pacientes recuperados a 20912.[294]
- Hubo 49 casos nuevos y 35 recuperaciones el 29 de noviembre, lo que eleva el número total de casos confirmados a 21310 y el número de pacientes recuperados a 20947.[295]
- Hubo 21 casos nuevos y 17 recuperaciones el 30 de noviembre, lo que elevó el número total de casos confirmados a 21331 y el número de pacientes recuperados a 20964. El número de muertos aumentó a 132. Había 235 casos activos al final del mes.[296]

### Diciembre de 2020
- El 1 de diciembre hubo 3 casos nuevos y 17 recuperaciones, lo que elevó el número total de casos confirmados a 21334 y el número de pacientes recuperados a 20981.[297]
- El 2 de diciembre hubo 27 casos nuevos y 29 recuperaciones, lo que elevó el número total de casos confirmados a 21361 y el número de pacientes recuperados a 21010.[298]
- El 3 de diciembre hubo 28 casos nuevos y 12 recuperaciones, lo que elevó el número total de casos confirmados a 21389 y el número de pacientes recuperados a 21022.[299]
- El 4 de diciembre hubo 23 casos nuevos y 32 recuperaciones, lo que elevó el número total de casos confirmados a 21412 y el número de pacientes recuperados a 21054.[300]
- El 5 de diciembre hubo 29 casos nuevos y 36 recuperaciones, lo que elevó el número total de casos confirmados a 21441 y el número de pacientes recuperados a 21090.[301]
- El 6 de diciembre hubo 44 casos nuevos y 19 recuperaciones, lo que elevó el número total de casos confirmados a 21485 y el número de pacientes recuperados a 21109.[302]
- El 7 de diciembre hubo 22 casos nuevos y 41 recuperaciones, lo que elevó el número total de casos confirmados a 21507 y el número de pacientes recuperados a 21150.[303]
- El 8 de diciembre hubo seis nuevos casos y once recuperaciones, lo que elevó el número total de casos confirmados a 21513 y el número de pacientes recuperados a 21161.[304]
- El 9 de diciembre hubo 34 casos nuevos y 15 recuperaciones, lo que elevó el número total de casos confirmados a 21547 y el número de pacientes recuperados a 21176. El número de muertos aumentó a 133.[305]
- El 10 de diciembre hubo 43 casos nuevos y 27 recuperaciones, lo que elevó el número total de casos confirmados a 21590 y el número de pacientes recuperados a 21203.[306]
- El 11 de diciembre hubo 28 casos nuevos y 31 recuperaciones, lo que elevó el número total de casos confirmados a 21618 y el número de pacientes recuperados a 21234.[307]
- El 12 de diciembre hubo 21 casos nuevos y 27 recuperaciones, lo que elevó el número total de casos confirmados a 21639 y el número de pacientes recuperados a 21261.[308]
- El 13 de diciembre hubo 41 casos nuevos y 37 recuperaciones, lo que elevó el número total de casos confirmados a 21680 y el número de pacientes recuperados a 21298.[309]
- El 14 de diciembre hubo 25 casos nuevos y 20 recuperaciones, lo que elevó el número total de casos confirmados a 21705 y el número de pacientes recuperados a 21318.[310]
- El 15 de diciembre hubo 12 casos nuevos y 17 recuperaciones, lo que elevó el número total de casos confirmados a 21717 y el número de pacientes recuperados a 21335.[311]
- Hubo 24 casos nuevos y 29 recuperaciones el 16 de diciembre, lo que eleva el número total de casos confirmados a 21741 y el número de pacientes recuperados a 21364.[312]
- El 17 de diciembre se produjeron 31 casos nuevos y 37 recuperaciones, lo que eleva el número total de casos confirmados a 21772 y el número de pacientes recuperados a 21401.[313]
- El 18 de diciembre hubo 73 casos nuevos y 19 recuperaciones, lo que eleva el número total de casos confirmados a 21845 y el número de pacientes recuperados a 21420.[314]
- El 19 de diciembre se produjeron 45 casos nuevos y 31 recuperaciones, lo que eleva el número total de casos confirmados a 21890 y el número de pacientes recuperados a 21451.[315]
- El 20 de diciembre se produjeron 28 casos nuevos y 27 recuperaciones, lo que eleva el número total de casos confirmados a 21918 y el número de pacientes recuperados a 21478.[316]
- El 21 de diciembre se registraron 14 casos nuevos y 39 recuperaciones, lo que eleva el número total de casos confirmados a 21932 y el número de pacientes recuperados a 21517.[317]
- Hubo diez casos nuevos y 19 recuperaciones el 22 de diciembre, lo que elevó el número total de casos confirmados a 21942 y el número de pacientes recuperados a 21536.[318]
- El 23 de diciembre se produjeron 42 casos nuevos y 37 recuperaciones, lo que eleva el número total de casos confirmados a 21984 y el número de pacientes recuperados a 21573.[319]
- Hubo 87 casos nuevos y 56 recuperaciones el 24 de diciembre, lo que eleva el número total de casos confirmados a 22071 y el número de pacientes recuperados a 21629.[320]
- Hubo diez casos nuevos y 68 recuperaciones el 25 de diciembre, lo que elevó el número total de casos confirmados a 22081 y el número de pacientes recuperados a 21697.[321]
- El 27 de diciembre hubo 71 casos nuevos y 55 recuperaciones, lo que elevó el número total de casos confirmados a 22152 y el número de pacientes recuperados a 21752. El número de muertos aumentó a 135.[322]
- El 28 de diciembre hubo 24 casos nuevos y el mismo número de recuperaciones, lo que elevó el número total de casos confirmados a 22176 y el número de pacientes recuperados a 21776. El número de muertos aumentó a 137.[323]
- El 29 de diciembre se produjeron 74 casos nuevos y 96 recuperaciones, lo que eleva el número total de casos confirmados a 22250 y el número de pacientes recuperados a 21872.[324]
- Hubo 116 casos nuevos y 37 recuperaciones el 30 de diciembre, lo que eleva el número total de casos confirmados a 22366 y el número de pacientes recuperados a 21909.[325]
- Hubo 124 nuevos casos y 25 recuperaciones el 31 de diciembre, lo que eleva el número total de casos confirmados a 22490 y el número de pacientes recuperados a 21934. Había 419 casos activos al final del mes.[326]

### Enero de 2021
- El 1 de enero, hubo 73 casos nuevos y 47 recuperaciones, lo que elevó el número total de casos confirmados a 22563 y el número de pacientes recuperados a 21981. El número de muertos aumentó a 138.[327]
- Del 2 al 3 de enero hubo 85 nuevos casos y 17 recuperaciones, llevando el número total de casos confirmados a 22648 y el número de pacientes recuperados a 21998.[328]
- El 4 de enero hubo 152 nuevos casos y 116 recuperaciones, llevando el número total de casos confirmados a 22800 y el número de pacientes recuperados a 22114.[329]
- El 5 de enero hubo 55 nuevos casos y 39 recuperaciones, llevando el número total de casos confirmados a 22855 y el número de pacientes recuperados a 22153.[330]
- El 6 de enero hubo 108 nuevos casos y 59 recuperaciones, llevando el número total de casos confirmados a 22963 y el número de pacientes recuperados a 22212.[331] A través del pilar COVAX, el gobierno ordenó 200.000 dosis de la vacuna BioNTech/Pfizer con miras a iniciar la vacunación masiva el 15 de febrero de 2021.[332]
- El 7 de enero hubo 210 nuevos casos y 89 recuperaciones, llevando el número total de casos confirmados a 23173 y el número de pacientes recuperados a 22301.[333]
- El 8 de enero hubo 81 nuevos casos y 24 recuperaciones, llevando el número total de casos confirmados a 23254 y el número de pacientes recuperados a 22325. El número de muertos aumentó a 139.[334]
- El 9 de enero hubo 228 nuevos casos y 86 recuperaciones, llevando el número total de casos confirmados a 23482 y el número de pacientes recuperados a 22411.[335]
- El 10 de enero hubo 268 nuevos casos y 159 recuperaciones, llevando el número total de casos confirmados a 23750 y el número de pacientes recuperados a 22570.[336]
- El 11 de enero hubo 144 nuevos casos y 98 recuperaciones, llevando el número total de casos confirmados a 23894 y el número de pacientes recuperados a 22668.[337]
- El 12 de enero hubo 292 nuevos casos y 72 recuperaciones, llevando el número total de casos confirmados a 24186 y el número de pacientes recuperados a 22740. La cifra de muertos aumentó a 140.[338]
- El 13 de enero hubo 183 nuevos casos y 116 recuperaciones, llevando el número total de casos confirmados a 24369 y el número de pacientes recuperados a 22856.[339]
- El 14 de enero hubo 209 nuevos casos y 108 recuperaciones, llevando el número total de casos confirmados a 24578 y el número de pacientes recuperados a 22964.[340]
- El 15 de enero hubo 278 nuevos casos y 140 recuperaciones, llevando el número total de casos confirmados a 24856 y el número de pacientes recuperados a 23104. El número de muertos aumentó a 141.[341]
- El 16 de enero hubo 172 nuevos casos y 97 recuperaciones, llevando el número total de casos confirmados a 25028 y el número de pacientes recuperados a 23201.[342]
- El 17 de enero hubo 213 nuevos casos y 130 recuperaciones, con lo que el número total de casos confirmados ascendió a 25241 y el número de pacientes recuperados a 23331.[343]
- El 18 de enero hubo 63 nuevos casos y 196 recuperaciones, con lo que el número total de casos confirmados ascendió a 25304 y el número de pacientes recuperados a 23527. El número de muertos aumentó a 142.[344]
- El 19 de enero hubo 79 nuevos casos y 116 recuperaciones, con lo que el número total de casos confirmados ascendió a 25383 y el número de pacientes recuperados a 23643.[345]
- El 20 de enero hubo 214 nuevos casos y 224 recuperaciones, con lo que el número total de casos confirmados ascendió a 25597 y el número de pacientes recuperados a 23867.[346]
- El 21 de enero hubo 154 nuevos casos y 252 recuperaciones, con lo que el número total de casos confirmados ascendió a 25751 y el número de pacientes recuperados a 24119.[347]
- El 22 de enero hubo 564 nuevos casos, el mayor número de casos en un solo día y 237 recuperaciones. El número total de casos confirmados aumentó a 26315 de los cuales 24356 se habían recuperado. El número de muertos aumentó a 143.[348]
- El 23 de enero hubo 297 nuevos casos y 239 recuperaciones, con lo que el número total de casos confirmados ascendió a 26612 y el número de pacientes recuperados a 24595. El número de muertos aumentó a 145.[349]
- El 24 de enero hubo 238 nuevos casos y 167 recuperaciones, con lo que el número total de casos confirmados ascendió a 26850 y el número de pacientes recuperados a 24762. La cifra de muertos aumentó a 146.[350]
- El 25 de enero se registraron 246 nuevos casos y 238 recuperaciones, con lo que el número total de casos confirmados ascendió a 27.096 y el número de pacientes recuperados a 2.5000.[351]
- El 26 de enero hubo 141 nuevos casos y 196 recuperaciones, con lo que el número total de casos confirmados ascendió a 27237 y el número de pacientes recuperados a 25196. La cifra de muertos aumentó a 147.[352]
- El 27 de enero se registraron 218 nuevos casos y 192 recuperaciones, con lo que el número total de casos confirmados ascendió a 27.455 y el número de pacientes recuperados a 25388. La cifra de muertos aumentó a 151.[353]
- El 28 de enero hubo 239 nuevos casos y 154 recuperaciones, con lo que el número total de casos confirmados ascendió a 27.694 y el número de pacientes recuperados a 25542..[354]
- El 29 de enero hubo 240 nuevos casos y 128 recuperaciones, con lo que el número total de casos confirmados ascendió a 27934 y el número de pacientes recuperados a 25670. El número de muertos aumentó a 152.[355]
- El 30 de enero hubo 244 nuevos casos y 148 recuperaciones, con lo que el número total de casos confirmados ascendió a 28178 y el número de pacientes recuperados a 25818.[356]
- El 31 de enero hubo 221 nuevos casos y 189 recuperaciones, con lo que el número total de casos confirmados ascendió a 28399 y el número de pacientes recuperados a 26007. El número de muertos aumentó a 154. Hubo 2238 casos activos a finales de mes.[357]

### Febrero de 2021
- El 1 de febrero hubo 76 nuevos casos y 488 recuperaciones, llevando el número total de casos confirmados a 28475 y el número de pacientes recuperados a 26495. El número de recuperaciones diarias fue el más alto hasta ahora. El número de muertos aumentó a 156.[358]
- El 2 de febrero hubo 132 nuevos casos y 229 recuperaciones, llevando el número total de casos confirmados a 28607 y el número de pacientes recuperados a 26724. El número de muertos aumentó a 158.[359]
- El 3 de febrero hubo 132 nuevos casos y 236 recuperaciones, con lo que el número total de casos confirmados ascendió a 28739 y el número de pacientes recuperados a 26960.[360]
- El 4 de febrero hubo 363 nuevos casos y 197 recuperaciones, llevando el número total de casos confirmados a 29102 y el número de pacientes recuperados a 27157.[361]
- El 5 de febrero hubo 193 nuevos casos y 108 recuperaciones, llevando el número total de casos confirmados a 29295 y el número de pacientes recuperados a 27265. El número de muertos aumentó a 160. The death toll rose to 160.[362]
- El 6 de febrero hubo 272 nuevos casos y 108 recuperaciones, llevando el número total de casos confirmados a 29567 y el número de pacientes recuperados a 27373. El número de muertos aumentó a 162.[363]
- El 7 de febrero hubo 258 nuevos casos y 208 recuperaciones, llevando el número total de casos confirmados a 29825 y el número de pacientes recuperados a 27581.[364]
- El 8 de febrero hubo 142 nuevos casos y 205 recuperaciones, llevando el número total de casos confirmados a 29967 y el número de pacientes recuperados a 27786. El número de muertos aumentó a 165.[365]
- El 9 de febrero hubo 107 nuevos casos y 238 recuperaciones, llevando el número total de casos confirmados a 30074 y el número de pacientes recuperados a 28024.[366]
- El 10 de febrero hubo 166 nuevos casos y 296 recuperaciones, llevando el número total de casos confirmados a 30240 y el número de pacientes recuperados a 28320. El número de muertos aumentó a 169.[367]
- El 11 de febrero hubo 286 nuevos casos y 416 recuperaciones, llevando el número total de casos confirmados a 30526 y el número de pacientes recuperados a 28736. El número de muertos aumentó a 171.[368]
- El 12 de febrero hubo 191 nuevos casos y 178 recuperaciones, llevando el número total de casos confirmados a 30717 y el número de pacientes recuperados a 28914. El número de muertos aumentó a 173.[369]
- El 13 de febrero hubo 167 nuevos casos y 148 recuperaciones, llevando el número total de casos confirmados a 30884 y el número de pacientes recuperados a 29062[370]
- El 14 de febrero hubo 256 nuevos casos y 276 recuperaciones, llevando el número total de casos confirmados a 31140 y el número de pacientes recuperados a 29338. La cifra de muertos aumentó a 174.[371]
- El 15 de febrero hubo 95 nuevos casos y 108 recuperaciones, con lo que el número total de casos confirmados ascendió a 31235 y el número de pacientes recuperados a 29446. La cifra de muertos aumentó a 175.[372]
- El 16 de febrero se registraron 130 nuevos casos y 157 recuperaciones, con lo que el número total de casos confirmados ascendió a 31.365 y el número de pacientes recuperados a 29603. El número de muertos aumentó a 179.[373]
- El 17 de febrero se registraron 132 nuevos casos y 138 recuperaciones, con lo que el número total de casos confirmados ascendió a 31.497 y el número de pacientes recuperados a 29741. El número de muertos aumentó a 180.[374]
- El 18 de febrero hubo 115 nuevos casos y 196 recuperaciones, con lo que el número total de casos confirmados ascendió a 31612 y el número de pacientes recuperados a 29937. El número de muertos aumentó a 183.[375]
- El 19 de febrero hubo 213 nuevos casos y 119 recuperaciones, con lo que el número total de casos confirmados ascendió a 31825 y el número de pacientes recuperados a 30056. El número de muertos aumentó a 185.[376]
- El 20 de febrero se registraron 89 nuevos casos y 187 recuperaciones, con lo que el número total de casos confirmados se elagó a 31914 y el número de pacientes recuperados a 30243.[377]
- El 21 de febrero se registraron 112 nuevos casos y 346 recuperaciones, con lo que el número total de casos confirmados ascendió a 32026 y el número de pacientes recuperados a 30589. El número de muertos aumentó a 186.[378]
- El 22 de febrero hubo 13 nuevos casos y 179 recuperaciones, con lo que el número total de casos confirmados ascendió a 32039 y el número de pacientes recuperados a 30768. El número de muertos aumentó a 188.[379]
- El 23 de febrero hubo 85 nuevos casos y 328 recuperaciones, con lo que el número total de casos confirmados ascendió a 32124 y el número de pacientes recuperados a 31096.[380]
- El 24 de febrero hubo 171 nuevos casos y 128 recuperaciones, con lo que el número total de casos confirmados ascendió a 32.295 y el número de pacientes recuperados a 31224.[381]
- El 25 de febrero hubo 52 nuevos casos y 91 recuperaciones, con lo que el número total de casos confirmados ascendió a 32.347 y el número de pacientes recuperados a 31315. El número de muertos aumentó a 189.[382]
- El 26 de febrero se registraron 131 nuevos casos y 116 recuperaciones, con lo que el número total de casos confirmados ascendió a 32.478 y el número de pacientes recuperados a 31.431. El número de muertos aumentó a 190.[383]
- El 27 de febrero se registraron 153 nuevos casos y 85 recuperaciones, con lo que el número total de casos confirmados ascendió a 3.2631 y el número de pacientes recuperados a 31516. El número de muertos aumentó a 192.[384]
- El 28 de febrero se registraron 123 nuevos casos y 108 recuperaciones, con lo que el número total de casos confirmados ascendió a 32.754 y el número de pacientes recuperados a 31.624. Hubo 938 casos activos a finales de mes.[385]